# Список островів за площею

Порівняння розмірів найменшого континенту (Австралія) та найбільшого острова (Гренландія).

Список островів за площею — наявний список островів відсортований за площею, включає всі острови з площею понад 2500 км². Також у списку приведені деякі острови площею понад 1000 
км². Для порівняння наведені також площі континентів.

## Континенти

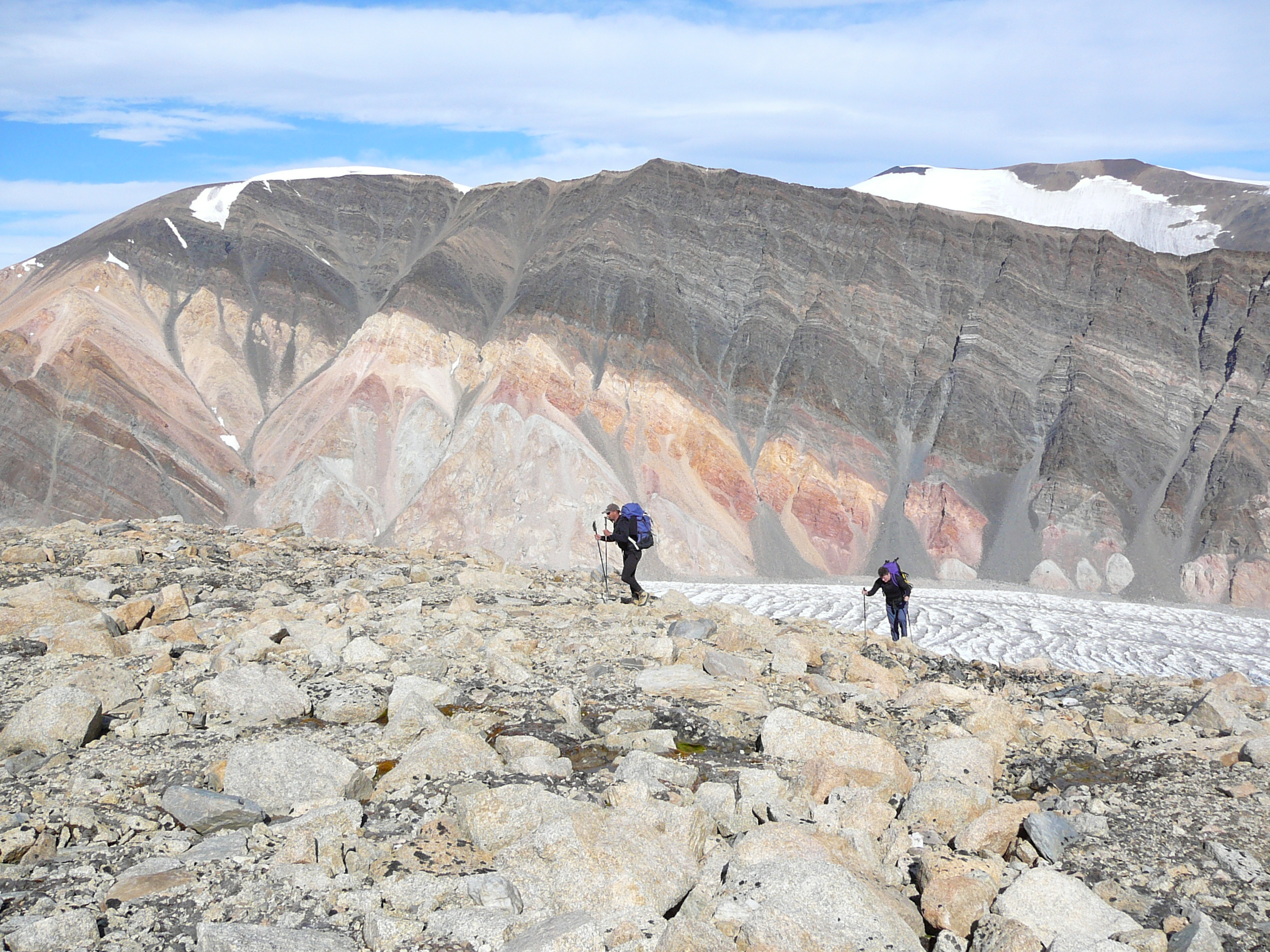
о. Гренландія

Наведені нижче цифри дуже приблизні.
| Місце | Континент   | Площа (км²) | Площа (кв. милі) | Країна/Країни |
| ----- | ----------- | ----------- | ---------------- | --- |
| 1     | Афроєвразія | 84 400 000  | 32 500 000       | Різні |
| 2     | Америка     | 42 300 000  | 16 400 000       | Різні |
| 3     | Антарктида  | 13 000      | 5 000            | Немає ( Аргентина, Австралія, Чилі, Франція, Нова Зеландія, Норвегія та Велика Британія мають територіальні претензії) |
| 4     | Австралія   | 7 600 000   | 2 900 000        | Австралія |

Прим.: Австралія при площі 7 600 000 км² тут розглядається як континент, а не як острів. Австралія майже втричі більша за Гренландію, яка вважається найбільшим островом у світі. Проте, інколи Австралію вважають «острівним континентом».

## Острови площею понад 250 000 км²

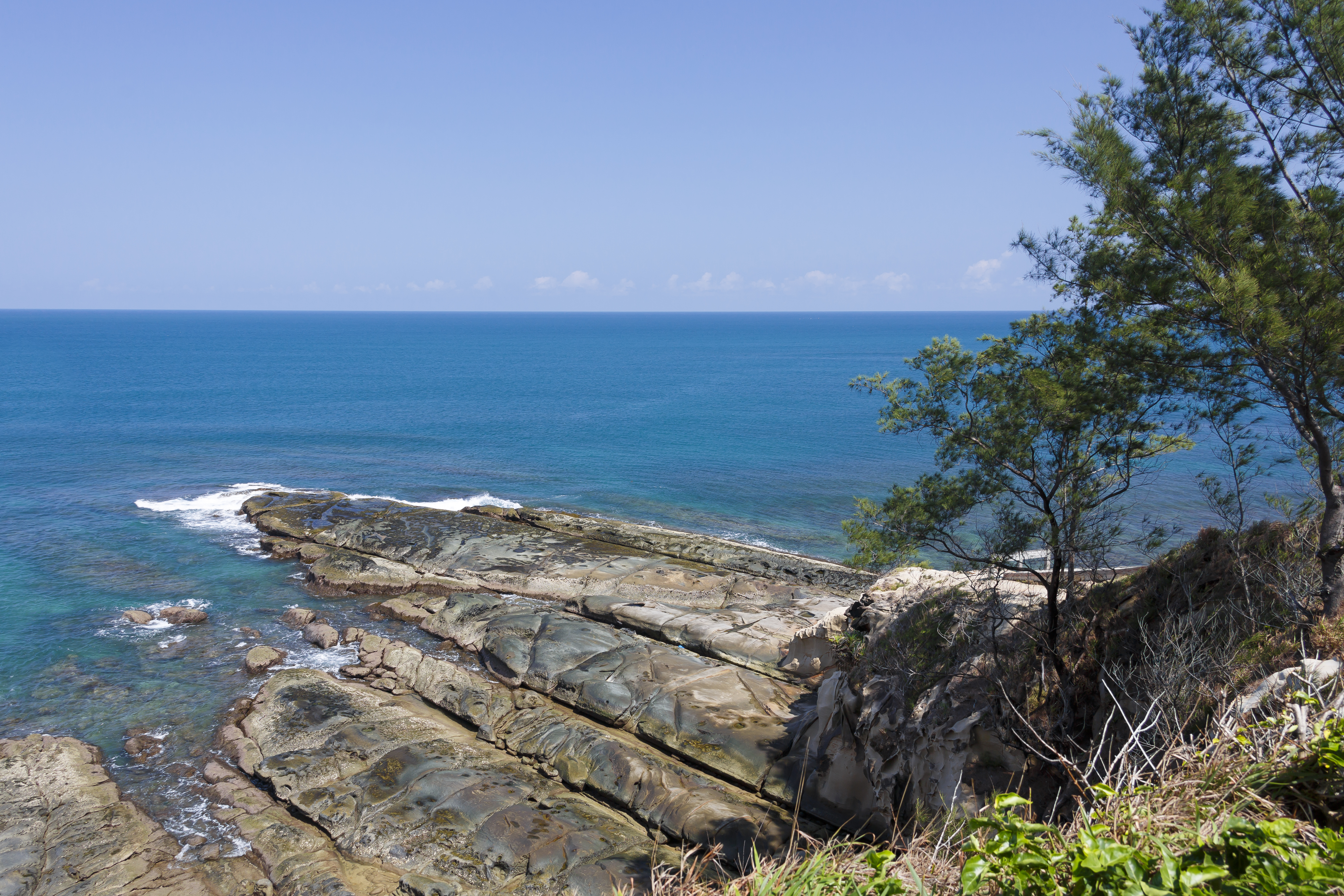
о. Калімантан (Борнео)

| Місце | Острів          | Площа (км²) | Країна/Країни                         |
| ----- | --------------- | ----------- | ------------------------------------- |
| 1     | Гренландія      | 2 130 800   | Гренландія, автономна провінція Данії |
| 2     | Нова Гвінея     | 785 753     | Індонезія та Папуа Нова Гвінея        |
| 3     | Калімантан      | 743 330     | Бруней, Індонезія та Малайзія         |
| 4     | Мадагаскар      | 587 713     | Мадагаскар                            |
| 5     | Баффінова Земля | 507 451     | Канада (Нунавут)                      |
| 6     | Суматра         | 443 066     | Індонезія                             |

## Острови площею 25 000 км²— 250 000 км²

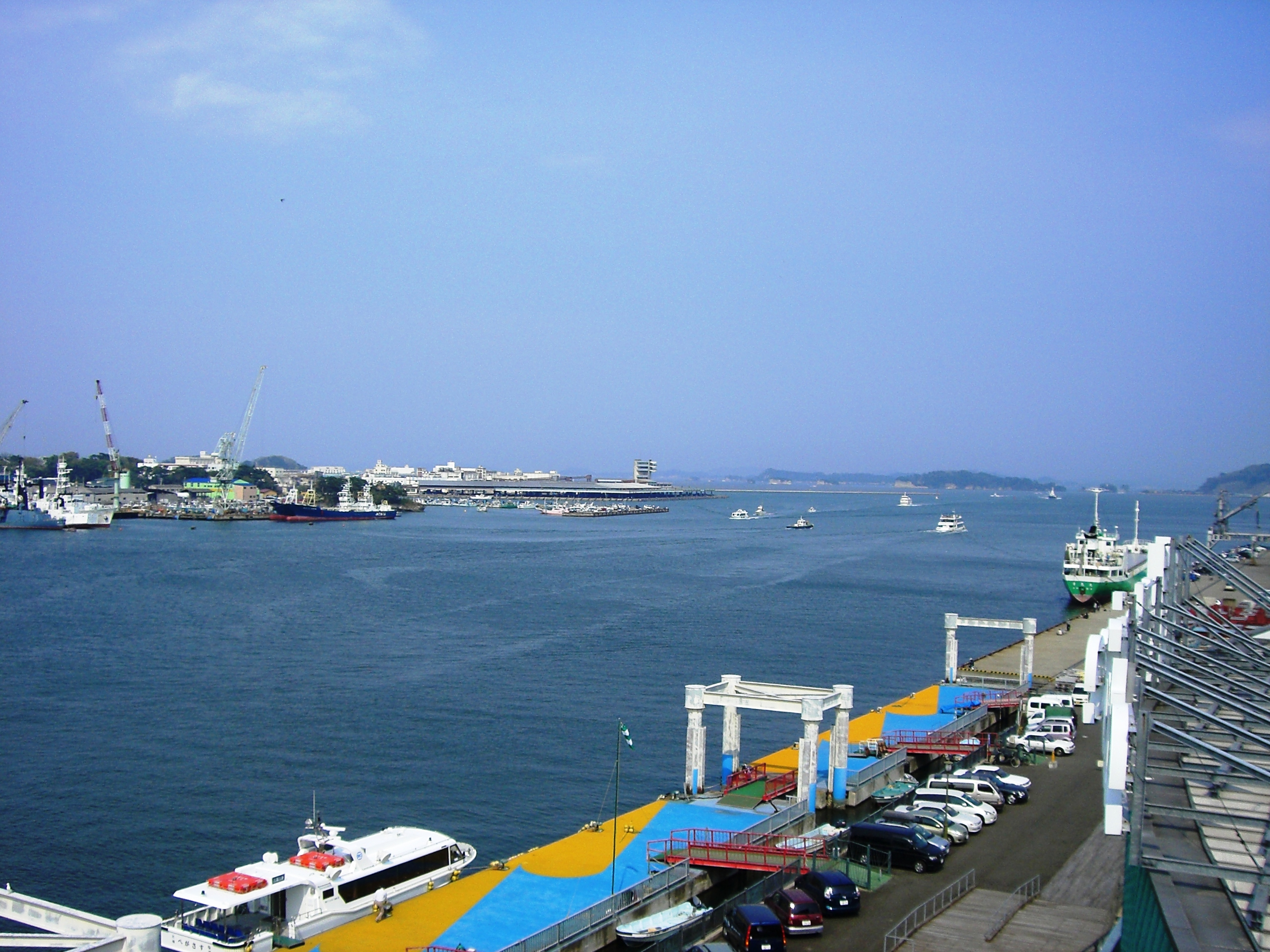
о. Хонсю

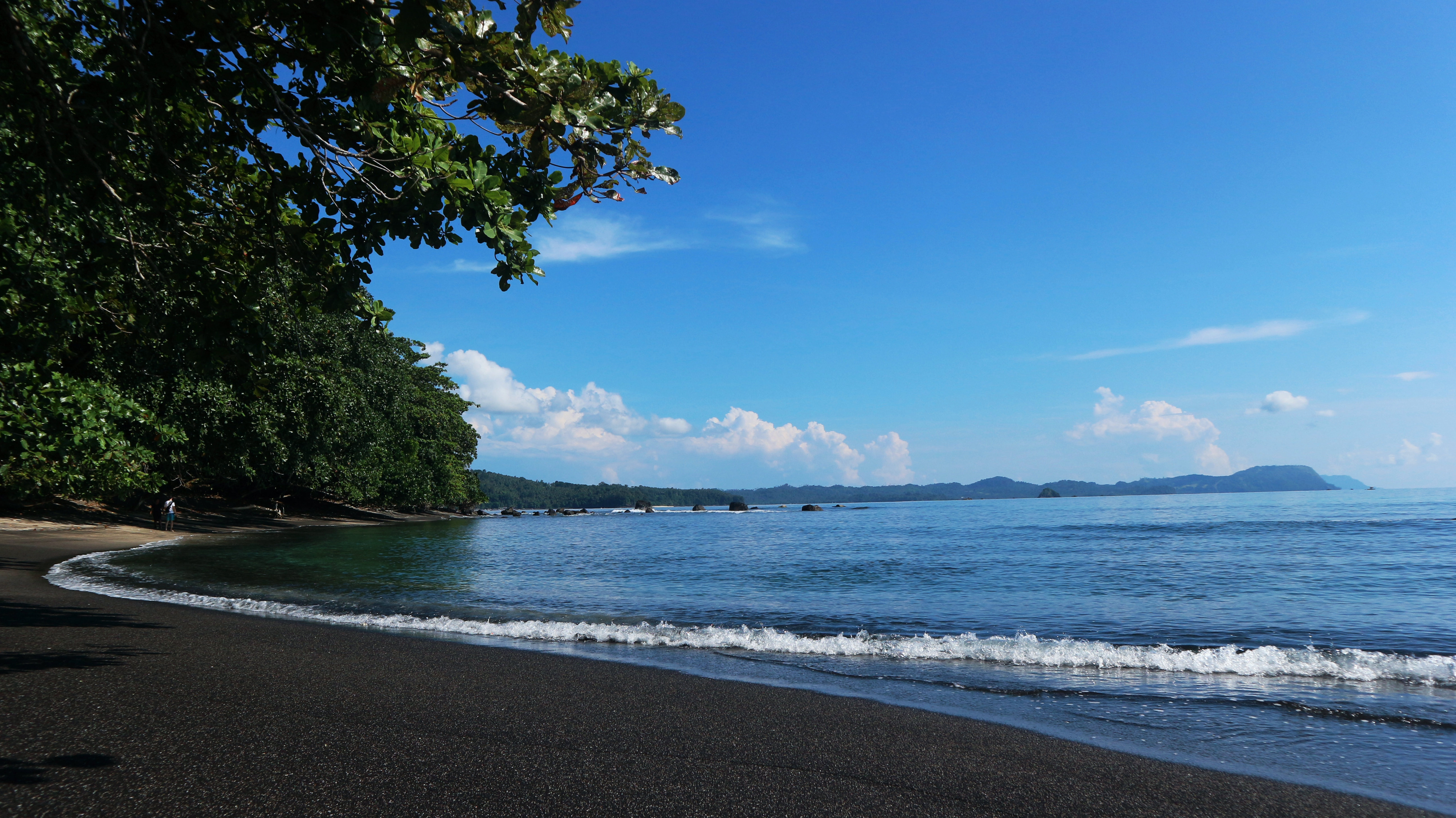
о. Сулавесі

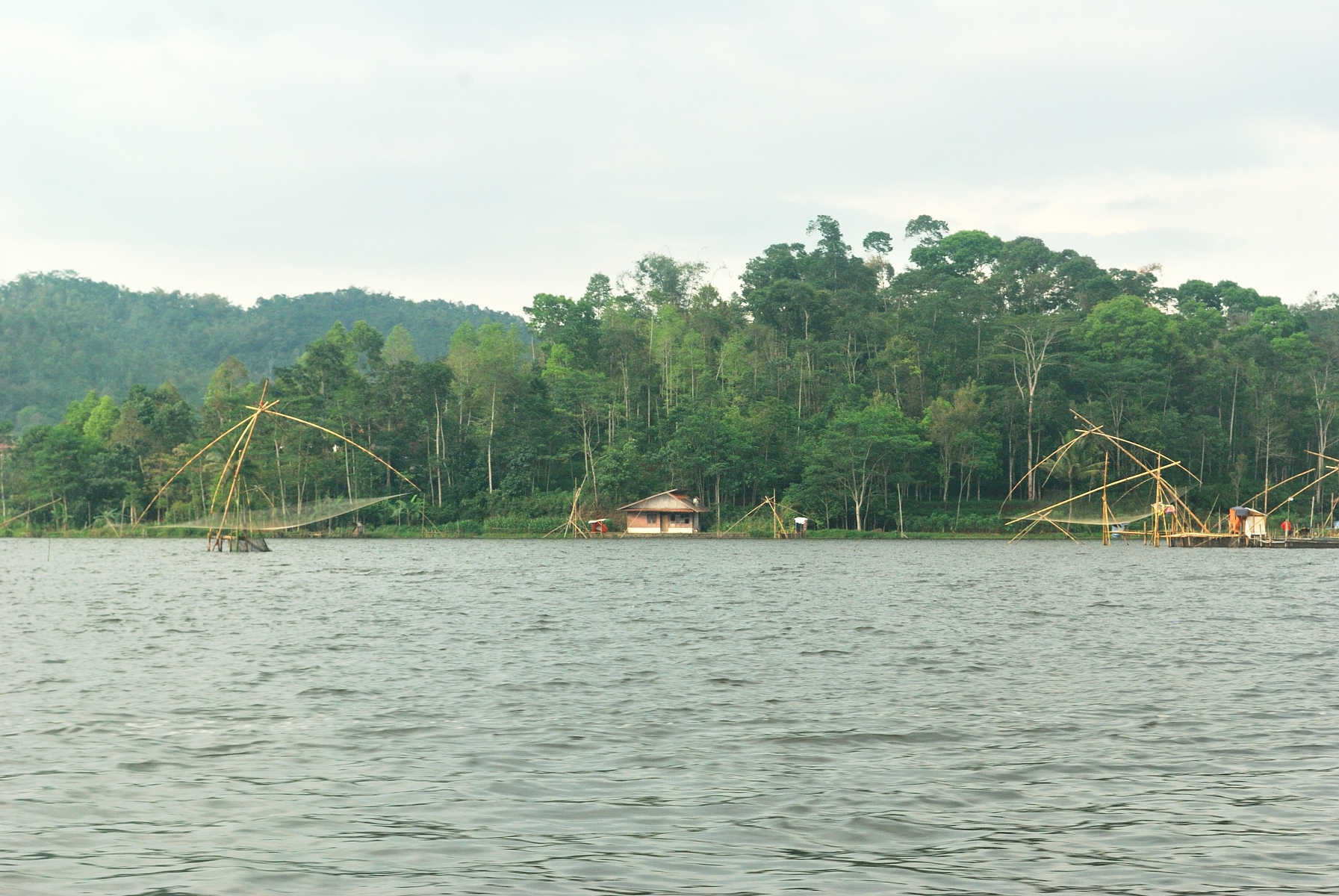
о. Ява

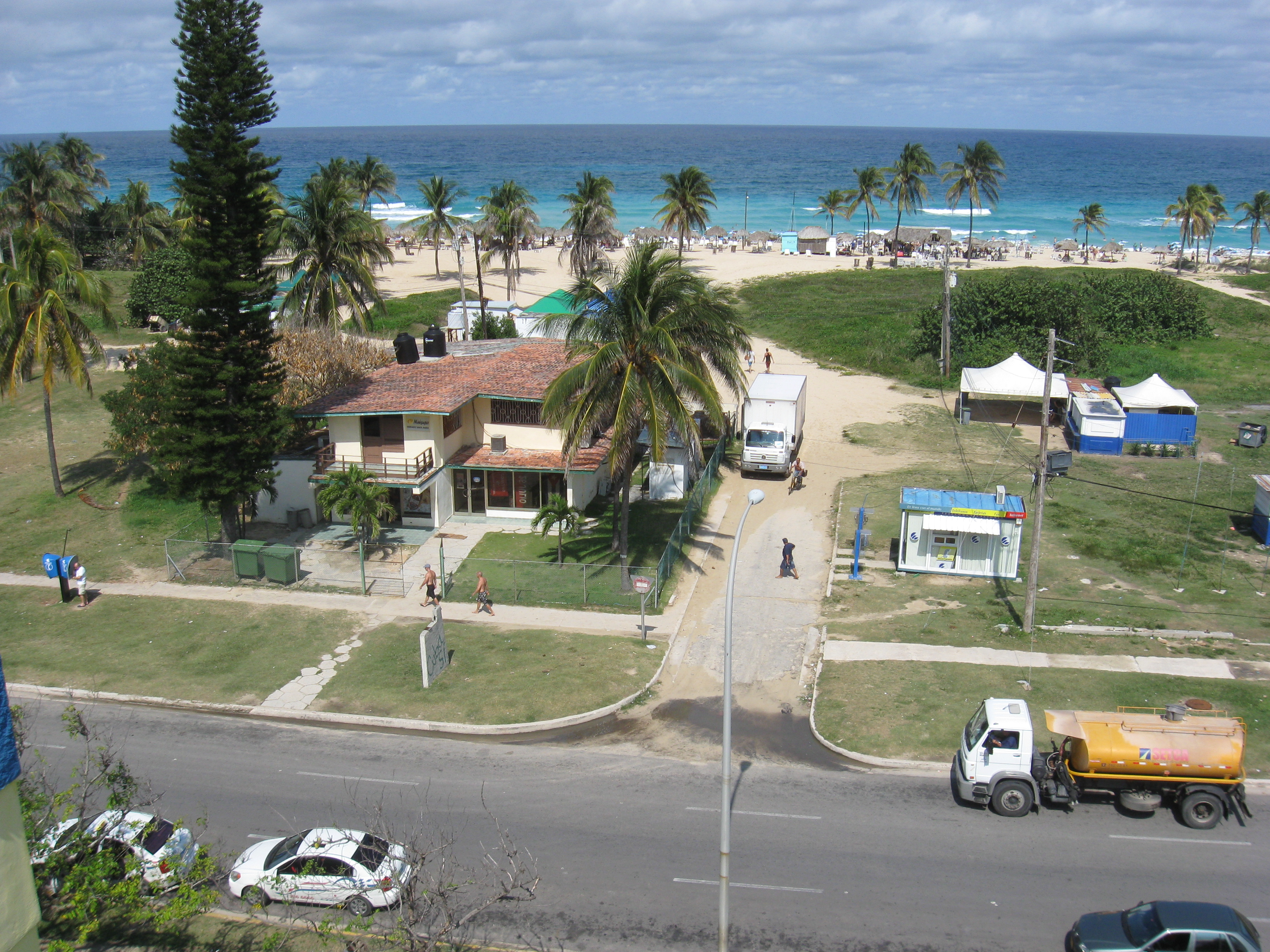
о. Куба

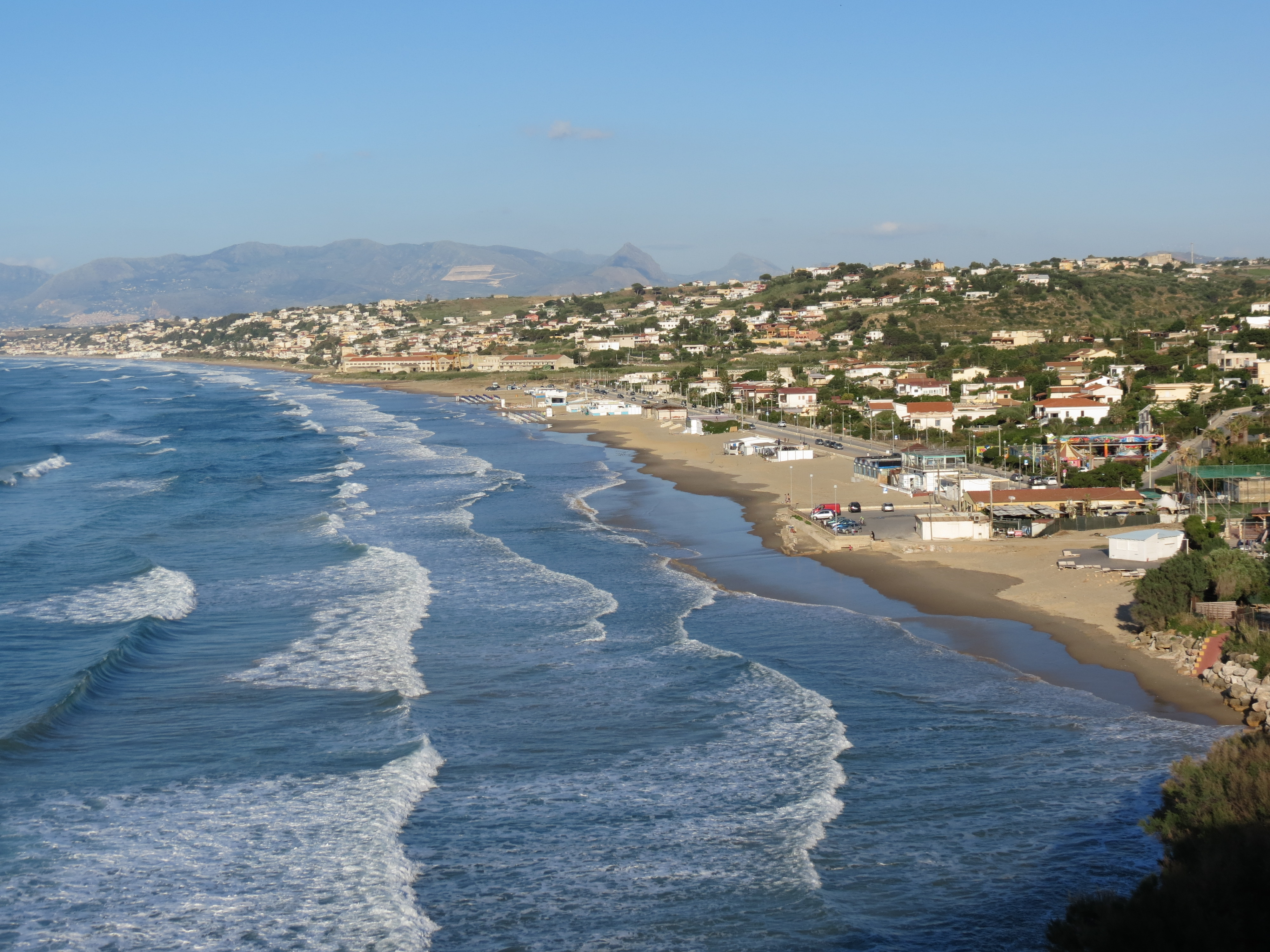
о. Сицилія

| Місце | Острів                           | Площа (км²) | Площа (кв. милі) | Країна/Країни                                                                         |
| ----- | -------------------------------- | ----------- | ---------------- | ------------------------------------------------------------------------------------- |
| 7     | Хонсю                            | 225 800     | 87 182           | Японія                                                                                |
| 8     | Велика Британія                  | 218 595     | 84 400           | Велика Британія (Англія, Шотландія і Уельс)                                           |
| 9     | Вікторія                         | 217 291     | 83 897           | Канада                                                                                |
| 10    | Елсмір                           | 196 236     | 75 767           | Канада                                                                                |
| 11    | Сулавесі                         | 180 681     | 69 761           | Індонезія                                                                             |
| 12    | Південний острів (Нова Зеландія) | 145 836     | 56 308           | Нова Зеландія                                                                         |
| 13    | Ява                              | 138 794     | 53 589           | Індонезія                                                                             |
| 14    | Північний острів (Нова Зеландія) | 111 583     | 43 082           | Нова Зеландія                                                                         |
| 15    | Лусон                            | 109 965     | 42 458           | Філіппіни                                                                             |
| 16    | Ньюфаундленд                     | 108 860     | 42 031           | Канада                                                                                |
| 17    | Куба                             | 105 806     | 40 852           | Куба                                                                                  |
| 18    | Ісландія                         | 103 000     | 39 315           | Ісландія                                                                              |
| 19    | Мінданао                         | 97 530      | 36 657           | Філіппіни                                                                             |
| 20    | Ірландія                         | 81 638      | 31 521           | Ірландія і Велика Британія (Північна Ірландія)                                        |
| 21    | Хоккайдо                         | 78 719      | 30 394           | Японія                                                                                |
| 22    | Гаїті                            | 73 929      | 28 544           | Домініканська Республіка і Гаїті                                                      |
| 23    | Сахалін                          | 72 493      | 28 376           | Росія                                                                                 |
| 24    | Банкс                            | 70 028      | 27 038           | Канада                                                                                |
| 25    | Шрі-Ланка                        | 65 268      | 25 200           | Шрі-Ланка                                                                             |
| 26    | Тасманія                         | 64 519      | 24 911           | Австралія                                                                             |
| 27    | Девон                            | 55 247      | 21 331           | Канада (найбільший за площею незаселенний острів у світі)                             |
| 28    | Земля Олександра I               | 49 070      | 18 946           | Нема, ( Аргентина (частково), Чилі та Велика Британія) мають територіальні претензії) |
| 29    | Ісла-Гранде (Вогняна земля)      | 47 401      | 18 302           | Аргентина і Чилі                                                                      |
| 30    | Північний острів (Нова Земля)    | 47 079      | 18 177           | Росія                                                                                 |
| 31    | Беркнер                          | 43 873      | 16 939           | Нема, Аргентина, Чилі (частково) та Велика Британія мають територіальні претензії)    |
| 32    | Аксел-Гейберг                    | 43 178      | 16 671           | Канада                                                                                |
| 33    | Мелвілл                          | 42 149      | 16 274           | Канада                                                                                |
| 34    | Саутгемптон                      | 41 214      | 15 913           | Канада                                                                                |
| 35    | Маражо                           | 40 100      | 15 483           | Бразилія (найбільший літоральний острів у світі)                                      |
| 36    | Західний Шпіцберген (Шпіцберген) | 38 981      | 15 051           | Норвегія                                                                              |
| 37    | Кюсю                             | 37 437      | 14 455           | Японія                                                                                |
| 38    | Нова Британія                    | 35 145      | 13 570           | Папуа Нова Гвінея                                                                     |
| 39    | Тайвань                          | 35,801      | 13,323           | КНР                                                                                   |
| 40    | Острів Принца Уельського         | 33 339      | 12 872           | Канада                                                                                |
| 41    | Південний острів (Нова Земля)    | 33 246      | 12 836           | Росія                                                                                 |
| 42    | Хайнань                          | 33 210      | 12 822           | КНР                                                                                   |
| 43    | Ванкувер                         | 31 285      | 12 079           | Канада                                                                                |
| 44    | Тимор                            | 28 418      | 1 972            | Східний Тимор та Індонезія                                                            |
| 45    | Сицилія                          | 25 662      | 9 908            | Італія                                                                                |

## Острови площею від 10 000 км² до 25 000 км²

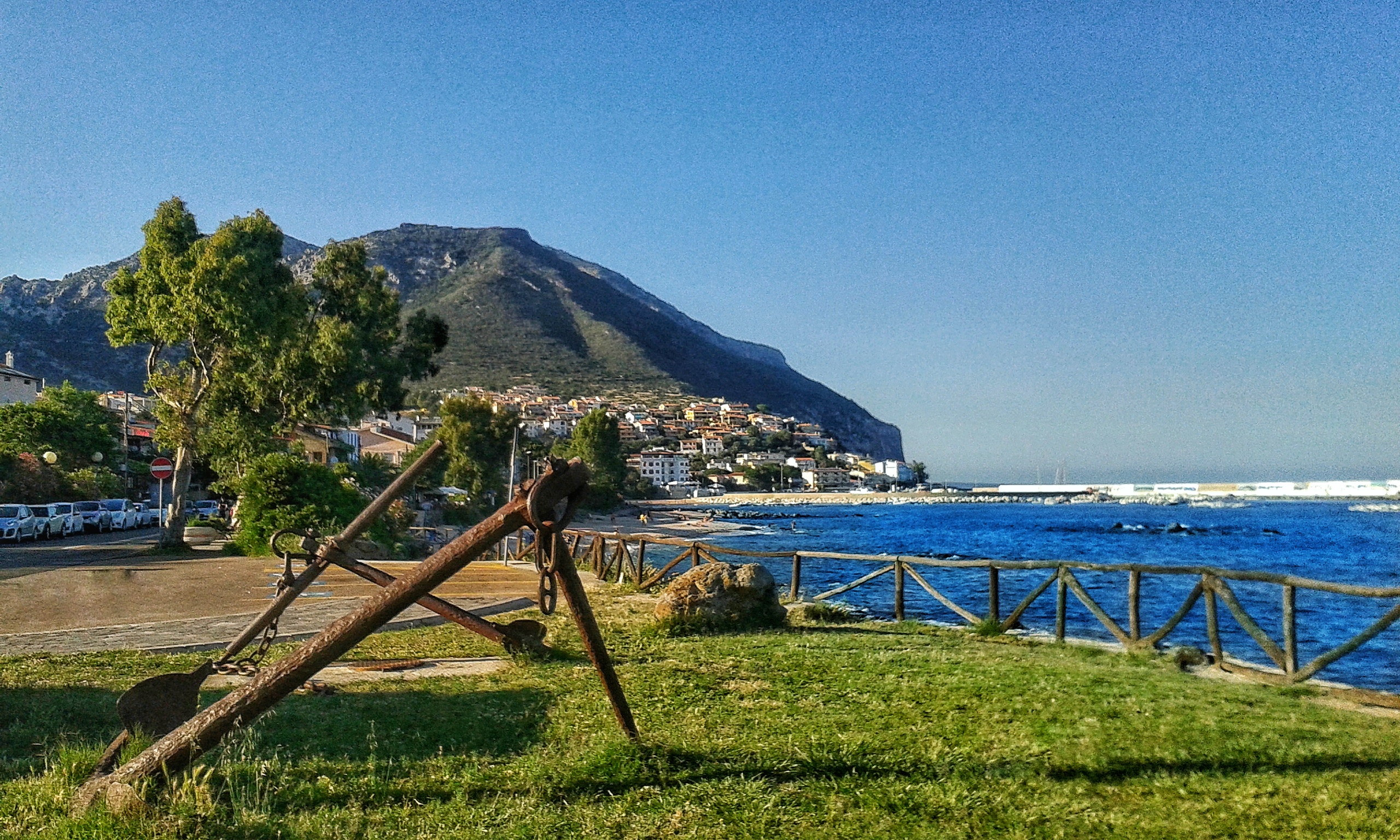
о. Сардинія

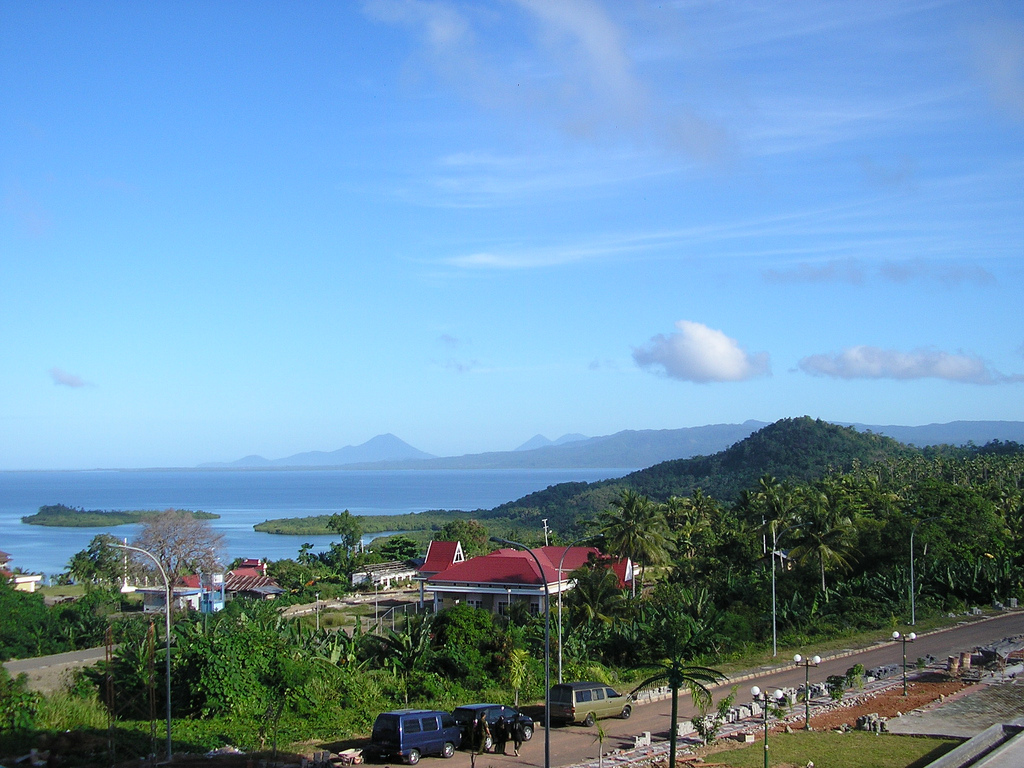
о. Гальмагера

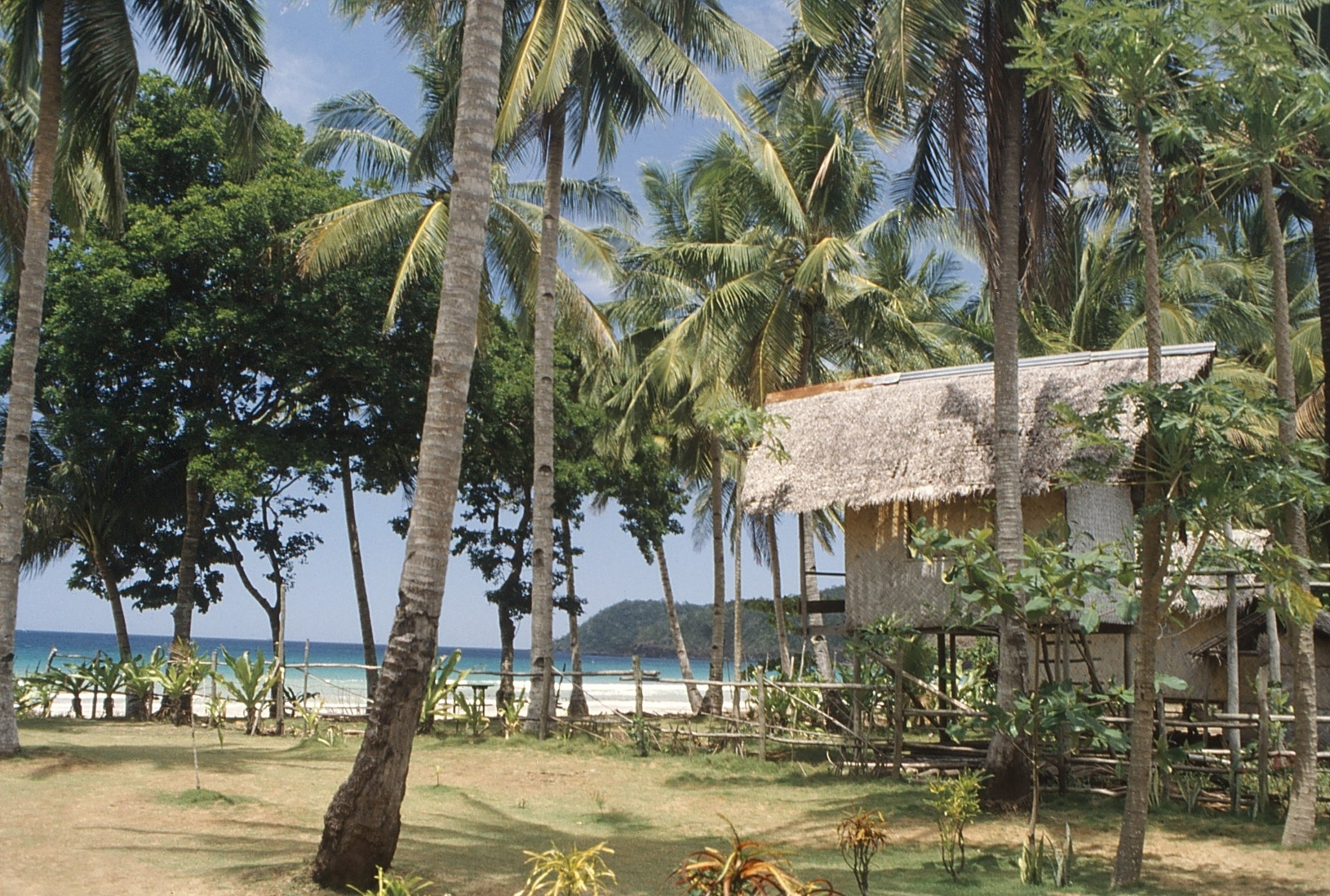
о. Палаван

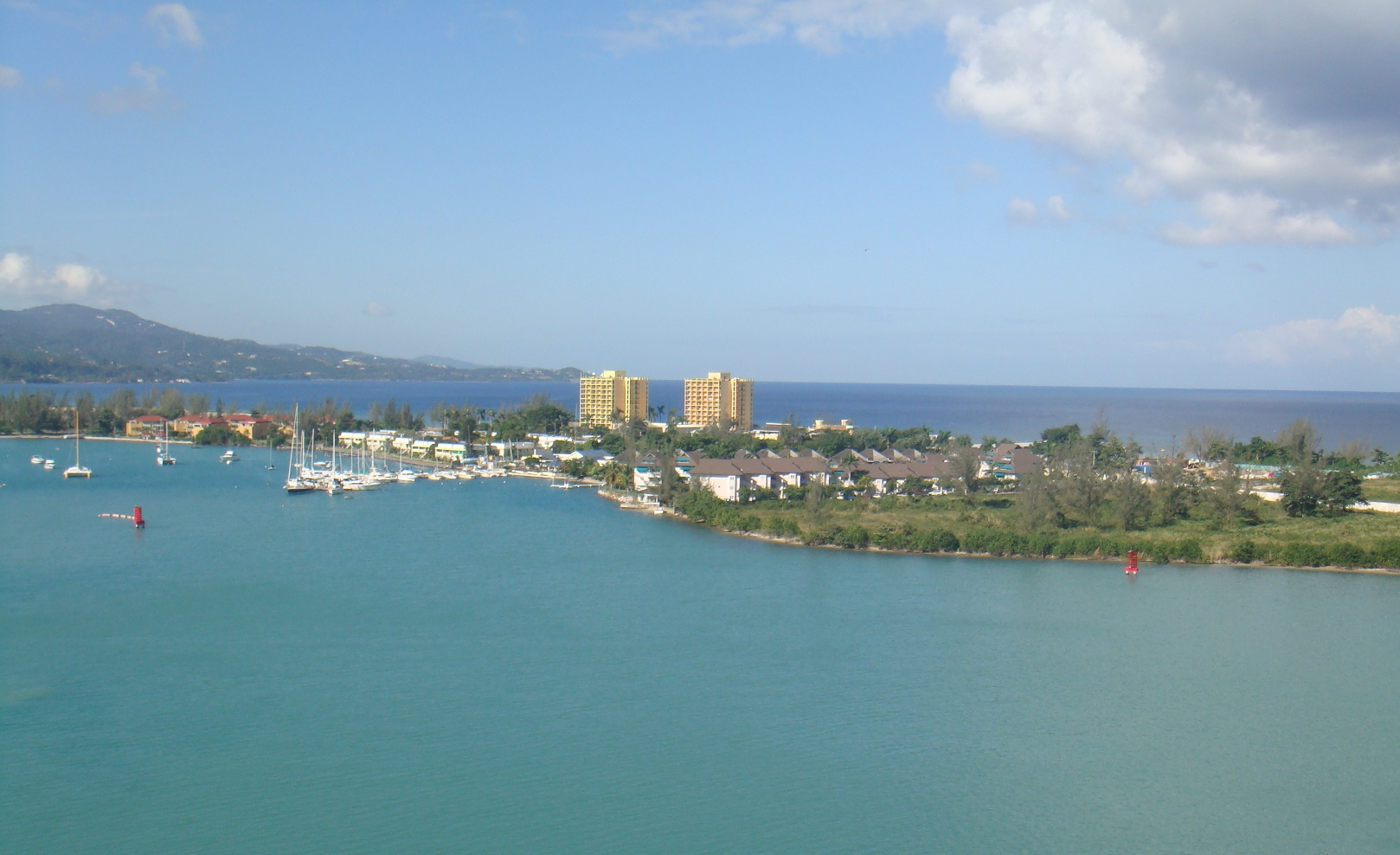
о. Ямайка

| Місце | Острів                                        | Площа (км²) | Площа (кв. милі) | Країна/Країни                                               |
| ----- | --------------------------------------------- | ----------- | ---------------- | ----------------------------------------------------------- |
| 46    | Сомерсет                                      | 24 786      | 9570             | Канада                                                      |
| 47    | Котельний острів                              | 24 000      | 9266             | Росія                                                       |
| 48    | Сардинія                                      | 23 949      | 9247             | Італія                                                      |
| 49    | Бананал                                       | 20 000      | 7722             | Бразилія (найбільший у світі флювіальний острів)            |
| 50    | Сікоку                                        | 18 545      | 7160             | Японія                                                      |
| 51    | Гальмагера                                    | 18 040      | 6865             | Індонезія                                                   |
| 52    | Серам                                         | 17 454      | 6621             | Індонезія                                                   |
| 53    | Ґранд-Терр (Нова Каледонія)                   | 16 648      | 6467             | Нова Каледонія, заморська територія Франції                 |
| 54    | Батерст (Канада)                              | 16 042      | 6194             | Канада                                                      |
| 55    | Острів Принца Патрика                         | 15 848      | 6119             | Канада                                                      |
| 56    | Тарстон                                       | 15 700      | 6050             | Немає (територія Антарктиди, жодна країна не має претензій) |
| 57    | Сумбава                                       | 14 386      | 5965             | Індонезія                                                   |
| 58    | Північно-Східна Земля (Шпіцберген)            | 14 247      | 5486             | Норвегія                                                    |
| 59    | Острів Жовтневої Революції (Північна Земля)   | 14 204      | 5471             | Росія                                                       |
| 60    | Флорес                                        | 14 154      | 5464             | Індонезія                                                   |
| 61    | Острів Короля Вільяма                         | 13 111      | 5062             | Канада                                                      |
| 62    | Негрос                                        | 13 074      | 5048             | Філіппіни                                                   |
| 63    | Самар                                         | 12 849      | 4961             | Філіппіни                                                   |
| 64    | Палаван                                       | 12 189      | 4706             | Філіппіни                                                   |
| 65    | Панай                                         | 12 011      | 4637             | Філіппіни                                                   |
| 66    | Тупінамбаранас (нині розділився на 4 острови) | 11 850      | 4576             | Бразилія (Амазонас)                                         |
| 67    | Йос-Сударсо                                   | 11 742      | 4534             | Індонезія                                                   |
| 68    | Банка                                         | 11 693      | 4515             | Індонезія                                                   |
| 69    | Еллеф-Рінґнес                                 | 11 295      | 4361             | Канада                                                      |
| 70    | Більшовик                                     | 11 206      | 4327             | Росія                                                       |
| 71    | Ямайка                                        | 11 190      | 4320             | Ямайка                                                      |
| 72    | Острів Байлота                                | 11 067      | 4273             | Канада                                                      |
| 73    | Сумба                                         | 10 711      | 4135             | Індонезія                                                   |
| 74    | Міндоро                                       | 10 572      | 4082             | Філіппіни                                                   |
| 75    | Віті Леву                                     | 10 388      | 4011             | Фіджі                                                       |
| 76    | Гаваї (Великий острів)                        | 10 434      | 4029             | США                                                         |
| 77    | Кейп-Бретон                                   | 10 311      | 3981             | Канада                                                      |

## Острови площею від 5000 км² до 10 000 км²

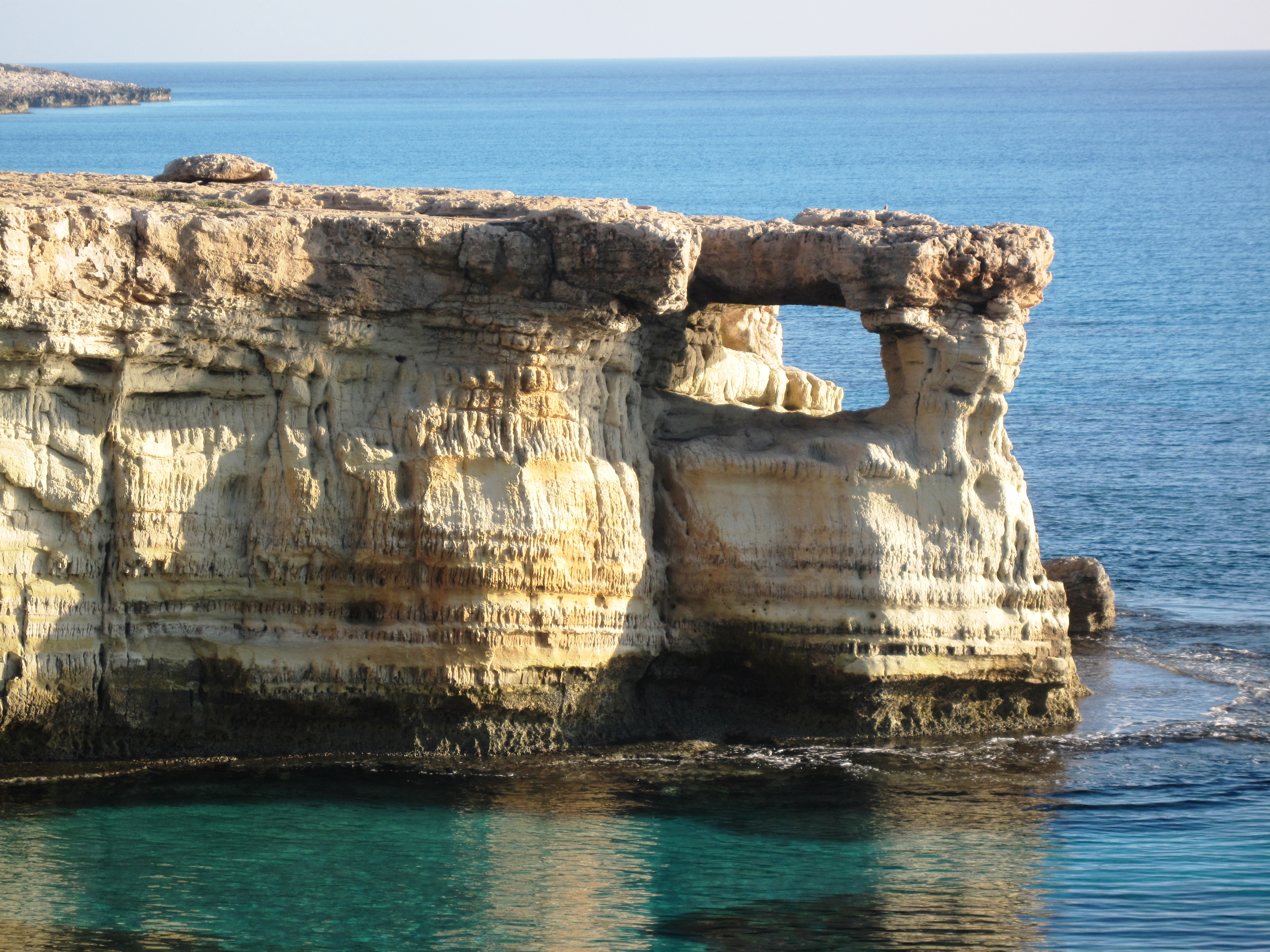
о. Кіпр

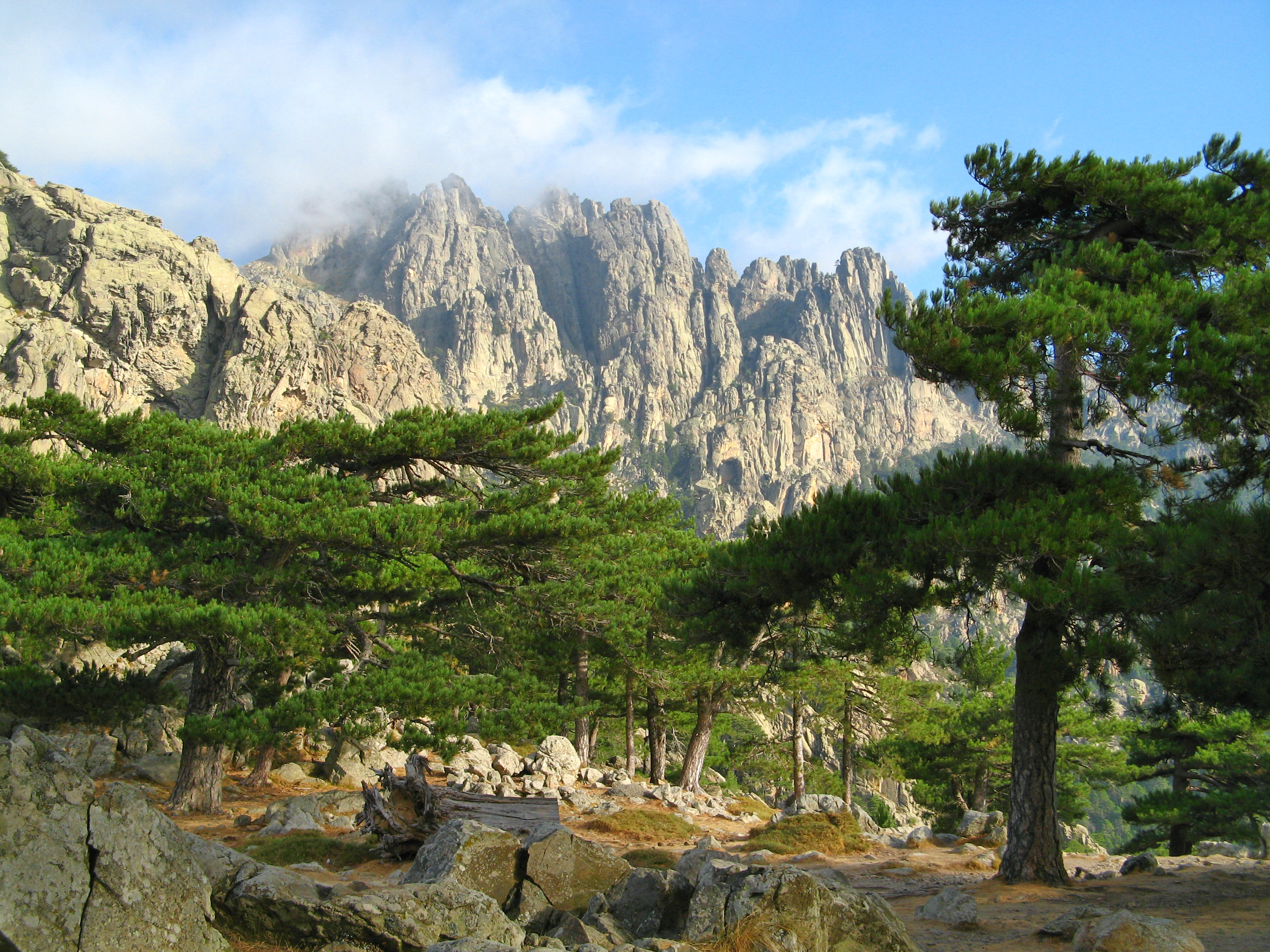
о. Корсика

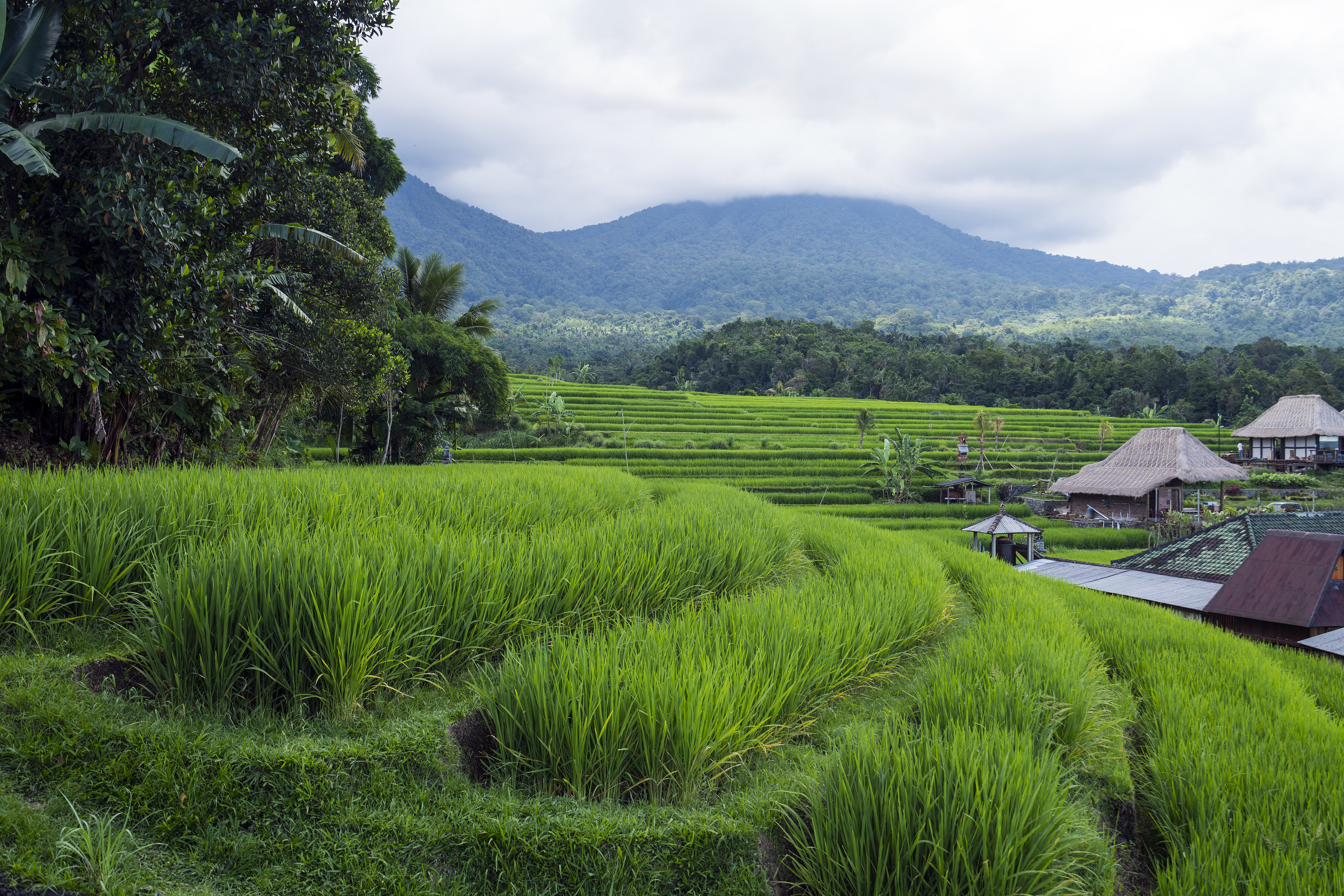
о. Балі

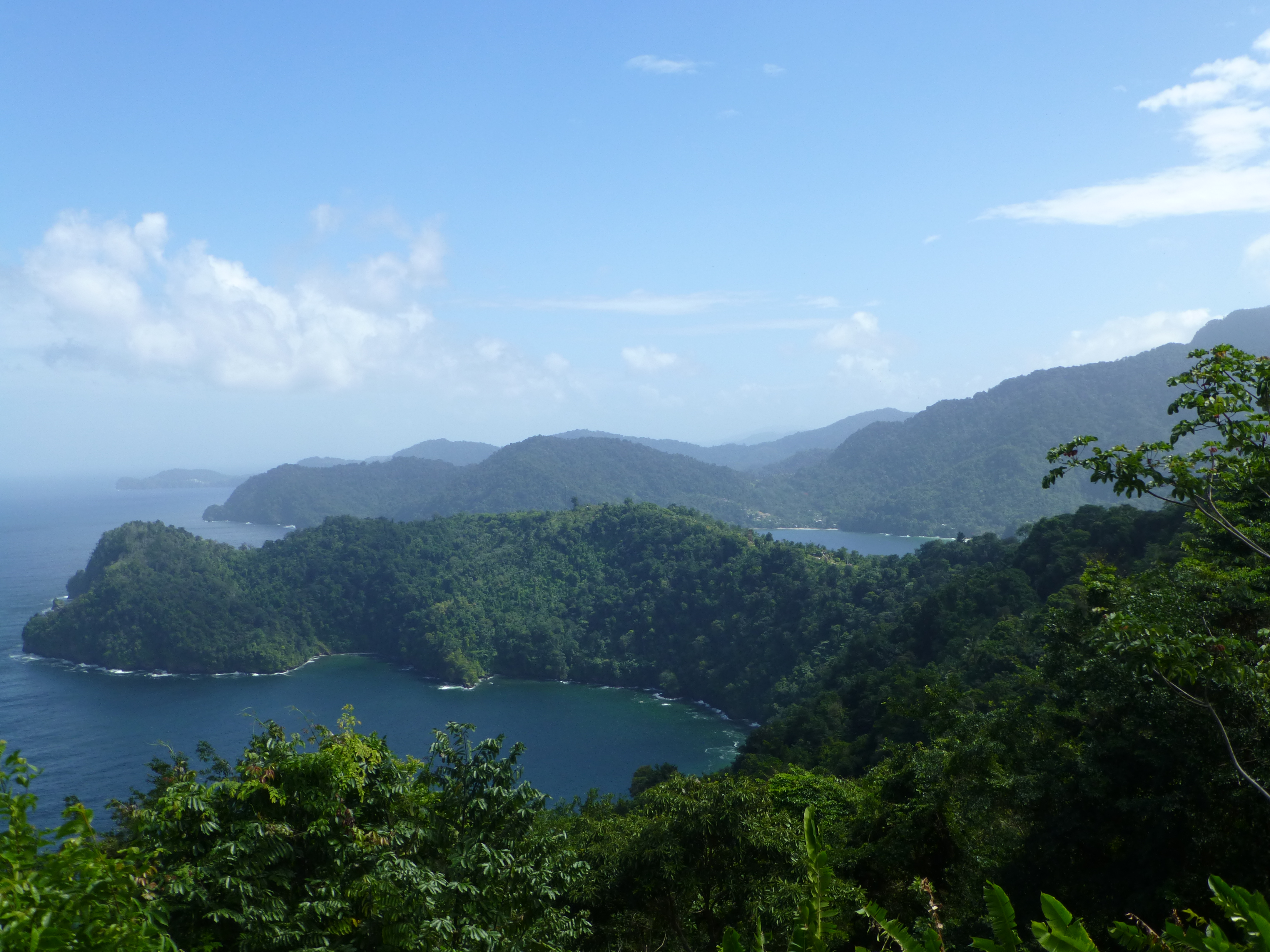
о. Тринідад

| Місце | Острів                        | Площа (км²) | Площа (кв. милі) | Країна/Країни |
| ----- | ----------------------------- | ----------- | ---------------- | --- |
| 78    | Принс-Чарльз                  | 9521        | 3676             | Канада |
| 79    | Бугенвіль                     | 9318        | 3598             | Папуа Нова Гвінея |
| 80    | Кадьяк                        | 9293        | 3588             | США |
| 81    | Кіпр                          | 9234        | 3572             | Кіпр та Акротирі і Декелія, Велика Британія, військова база (Турецька Республіка Північного Кіпру претендує та контролює третину острова, хоча жодна з країн, крім Туреччини, її не визнає) |
| 82    | Пуерто-Рико                   | 9104        | 3515             | Пуерто-Рико, Співдружність. Залежна територія США |
| 83    | Комсомолець                   | 8812        | 3402             | Росія |
| 84    | Корсика                       | 8741        | 3351             | Франція |
| 85    | Діско                         | 8612        | 3312             | Гренландія, автономна провінція, Данія |
| 86    | Карней                        | 8500        | 3300             | Немає (острів Антарктиди без територіальних претензій) |
| 87    | Чилое                         | 8478        | 3273             | Чилі |
| 88    | Буру                          | 8473        | 3271             | Індонезія |
| 89    | Крит                          | 8303        | 3206             | Греція |
| 90    | Антикості                     | 7941        | 3066             | Канада |
| 91    | Острів Врангеля               | 7866        | 3037             | Росія |
| 92    | Острів Рузвельта              | 7500        | 2900             | Немає, територіальні претензії Нова Зеландія |
| 93    | Нова Ірландія                 | 7404        | 2859             | Папуа Нова Гвінея |
| 94    | Лейте                         | 7368        | 2785             | Філіппіни |
| 95    | Зеландія                      | 7180        | 2715             | Данія |
| 96    | Корнуолліс                    | 6995        | 2701             | Канада |
| 97    | Острів Принца Уельського      | 6675        | 2577             | США (Аляска) |
| 98    | Кергелен (Острів Невтішності) | 6617        | 2555             | Французькі Південні і Антарктичні Території, заморська територія, Франція |
| 99    | Східний Фолкленд              | 6605        | 2550             | Фолклендські Острови, заморськая територія, Велика Британія (також претендує Аргентина) |
| 100   | Сайпл                         | 6390        | 2470             | Немає (острів Антарктиди без територіальних претензій) |
| 101   | Грейам                        | 6361        | 2456             | Канада |
| 102   | Новий Сибір                   | 6201        | 2394             | Росія |
| 103   | Мелвілл                       | 5765        | 2234             | Австралія |
| 104   | Острів Принца Едварда         | 5620        | 2170             | Канада |
| 105   | Вануа Леву                    | 5587        | 2157             | Фіджі |
| 106   | Веллінгтон                    | 5556        | 2145             | Чилі |
| 107   | Котс                          | 5498        | 2123             | Канада |
| 108   | Балі                          | 5416        | 2091             | Індонезія |
| 109   | Острів Чичагова               | 5388        | 2080             | США (Аляска) |
| 110   | Гуадалканал                   | 5353        | 2047             | Соломонові Острови |
| 111   | Амунд-Рінґнес                 | 5255        | 2029             | Канада |
| 112   | Великий Ляховський острів     | 5157        | 1991             | Росія (Новосибірські острови) |
| 113   | Острів Святого Лаврентія      | 5135        | 1983             | США (Аляска) |
| 114   | Ніас                          | 5121        | 1976             | Індонезія (Північна Суматра) |
| 115   | Рієско                        | 5110        | 1973             | Чилі |
| 116   | Едж                           | 5073        | 1959             | Норвегія (Шпіцберген) |
| 117   | Маккензі-Кінг                 | 5048        | 1949             | Канада |
| 118   | Тринідад                      | 5009        | 1864             | Тринідад і Тобаго |

## Острови площею від 2500 км² до 5000 км²

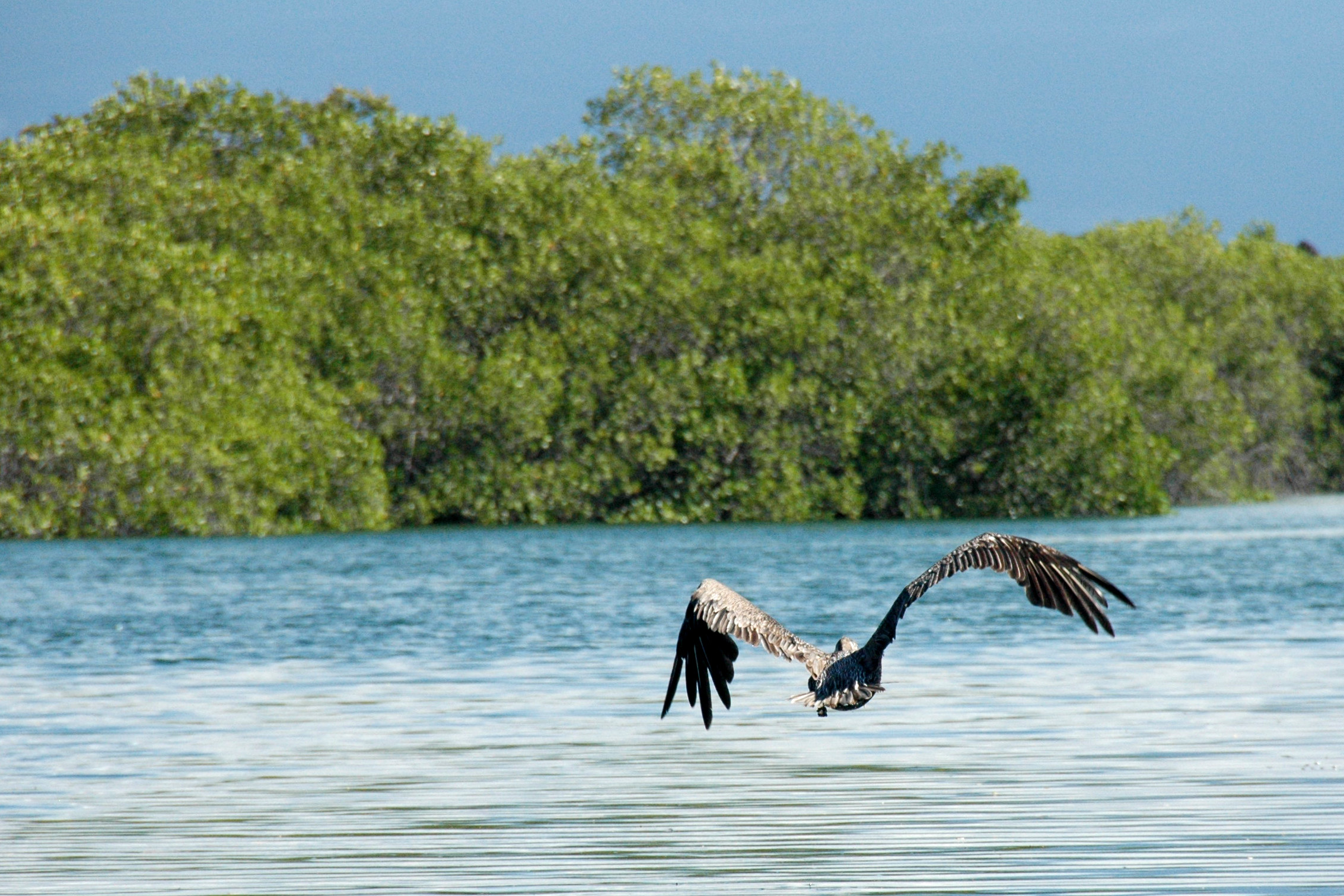
о. Ісабела

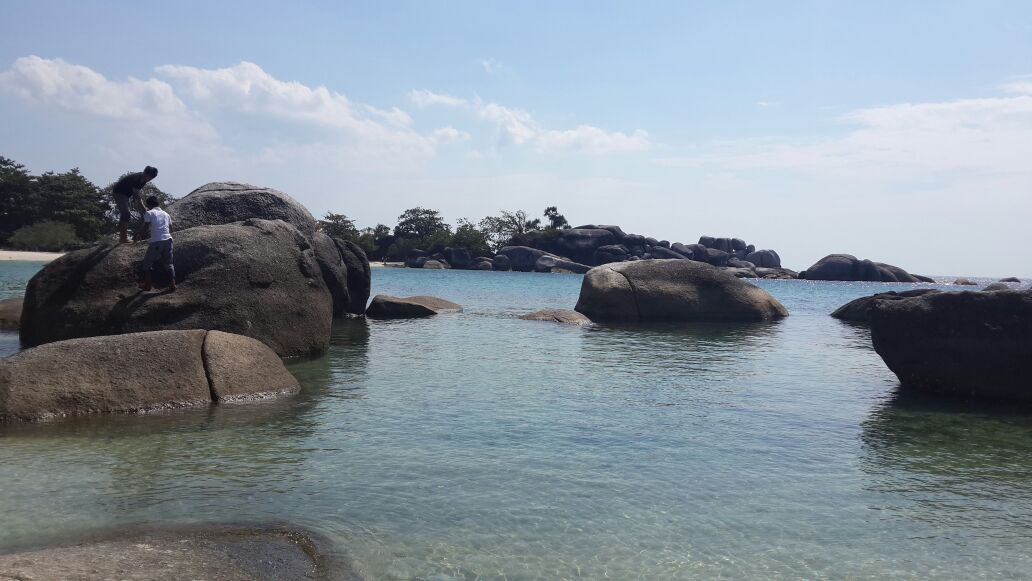
о. Біллітон

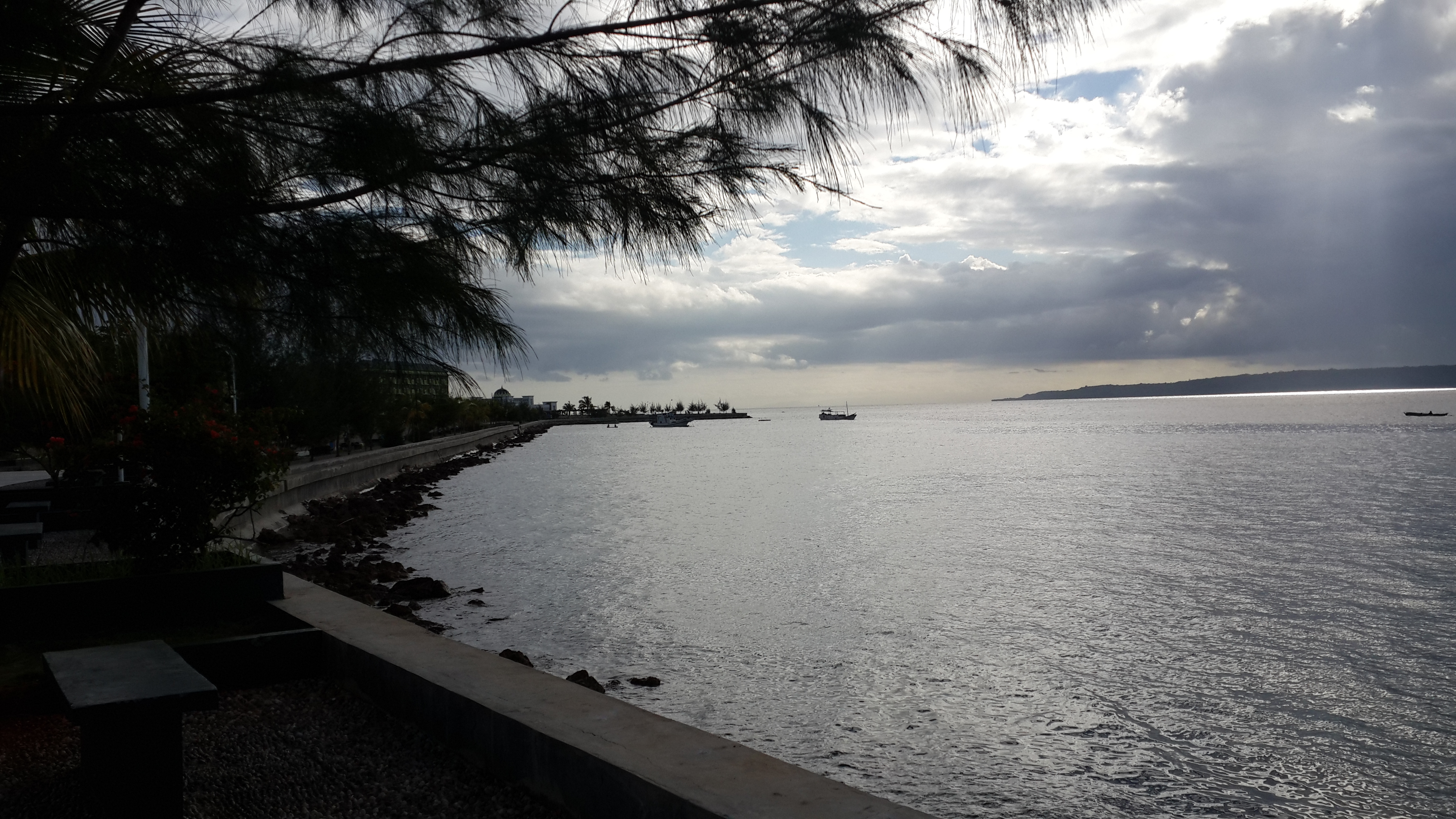
о. Бутон

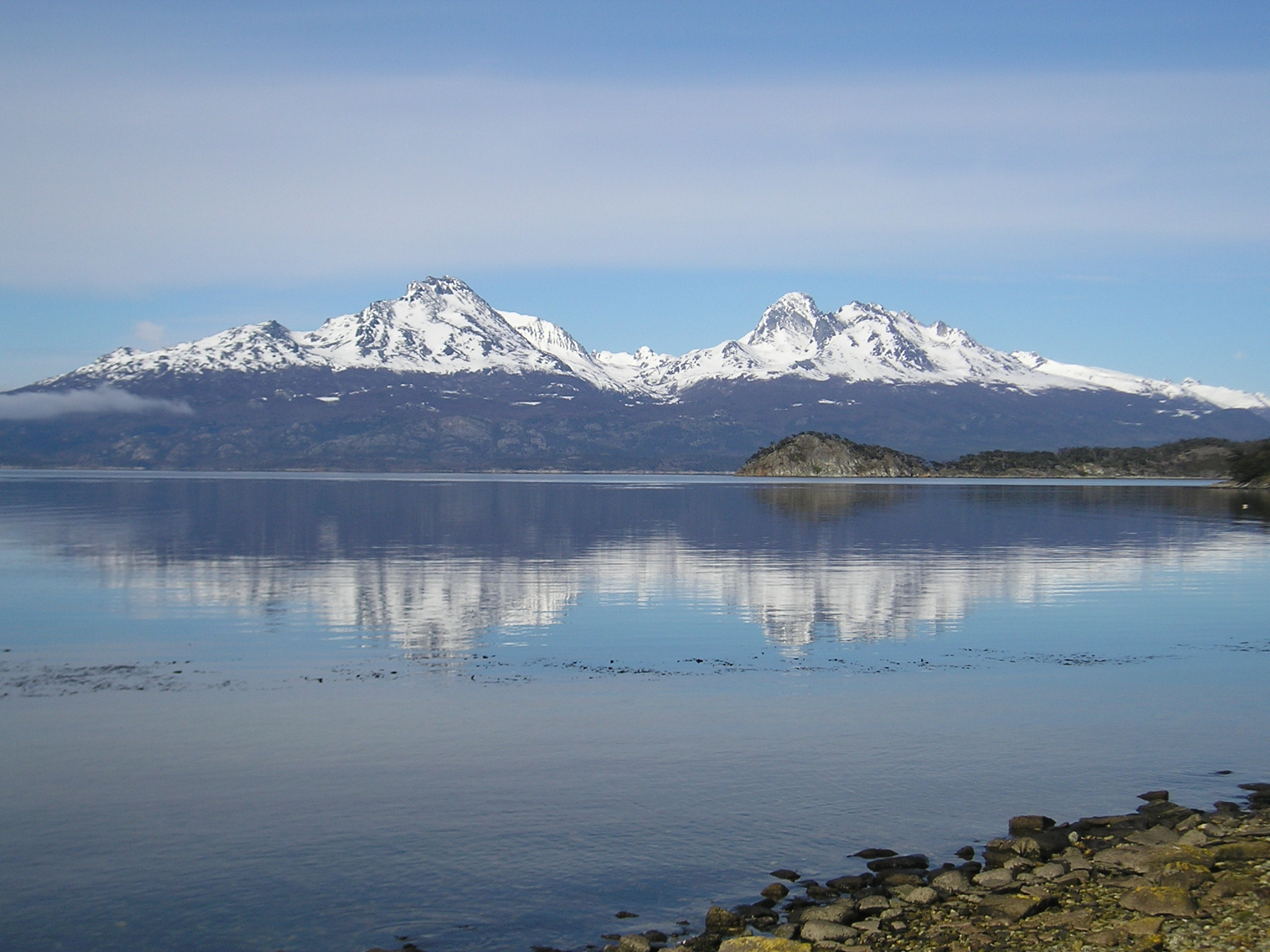
о. Осте

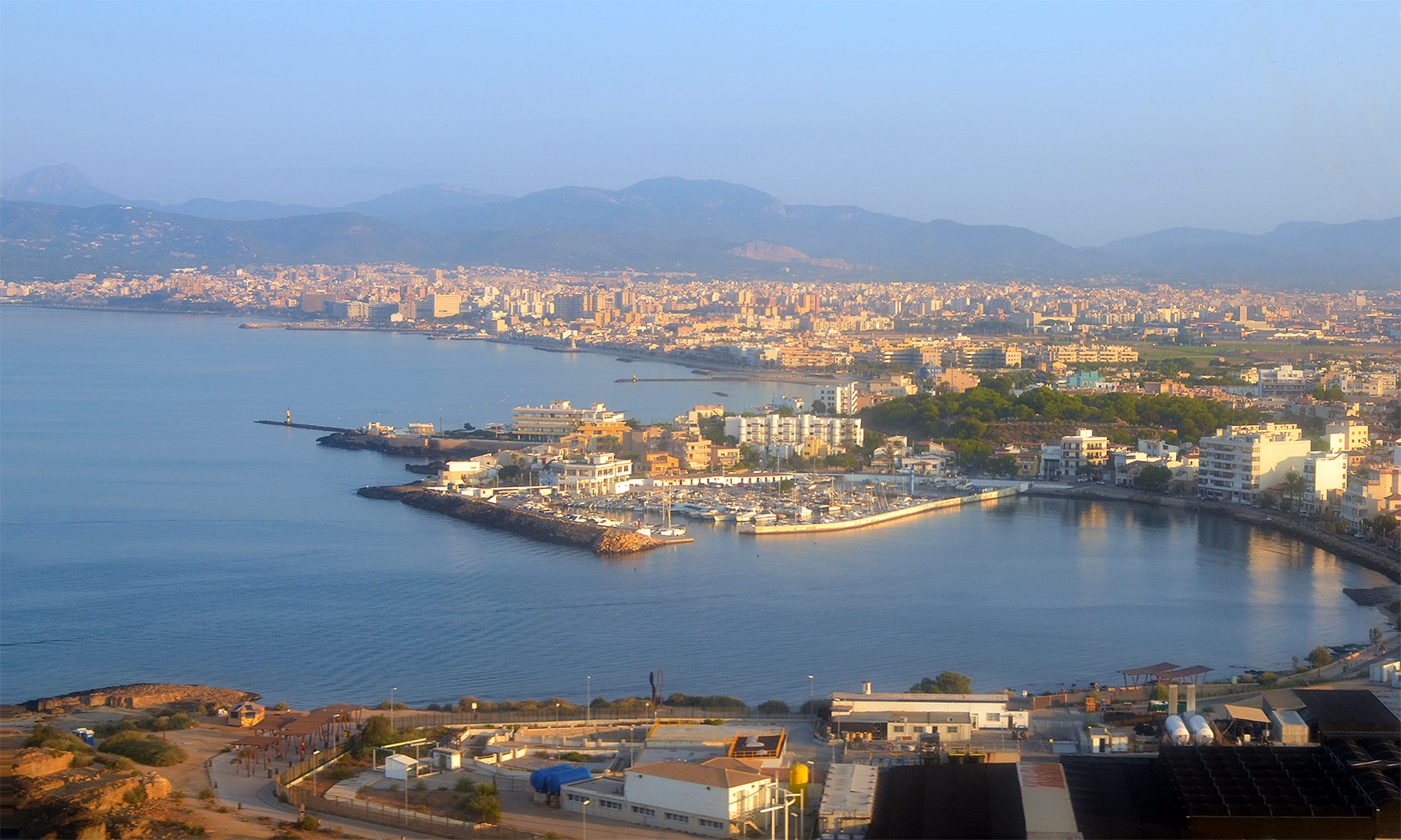
о. Майорка

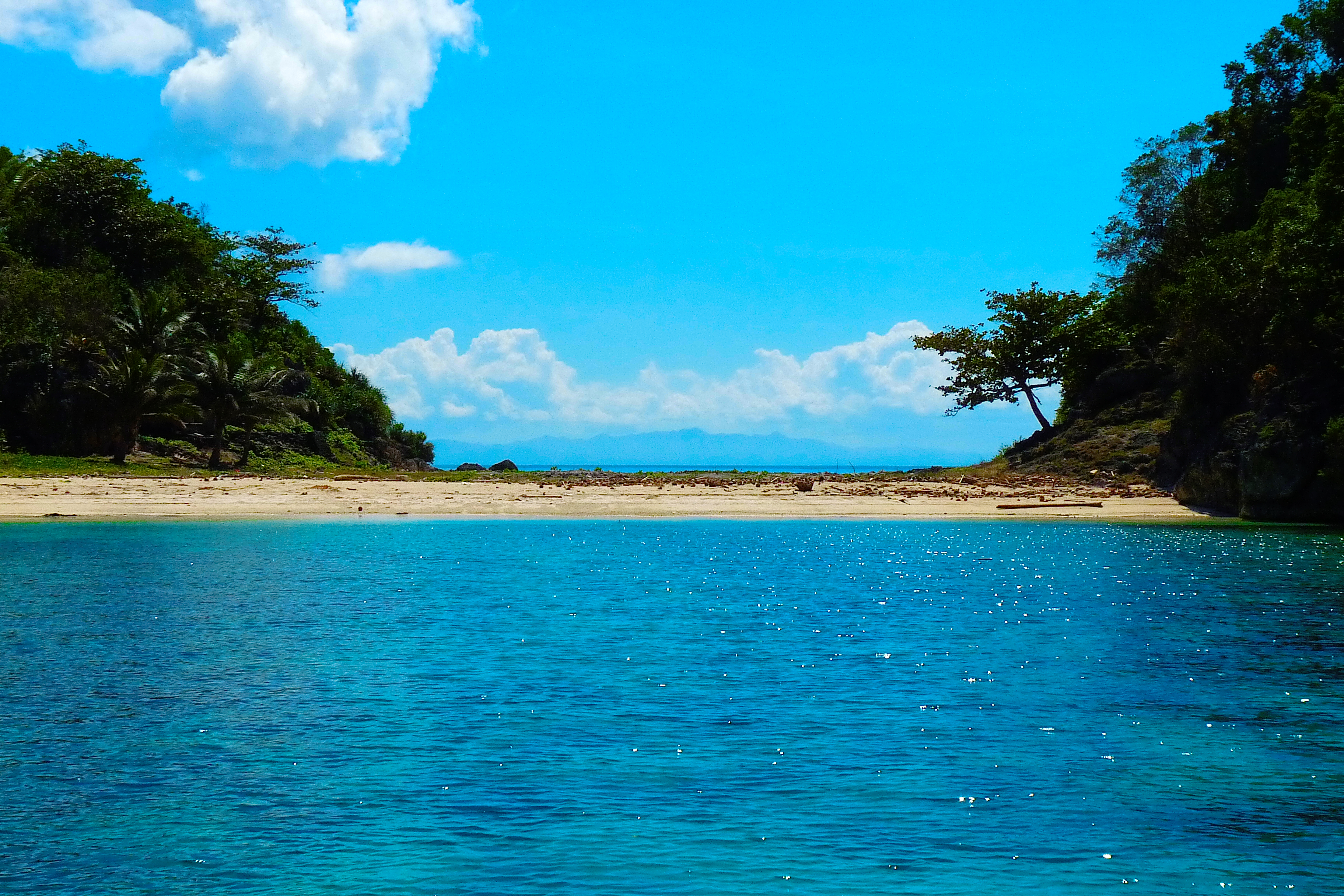
о. Масбате

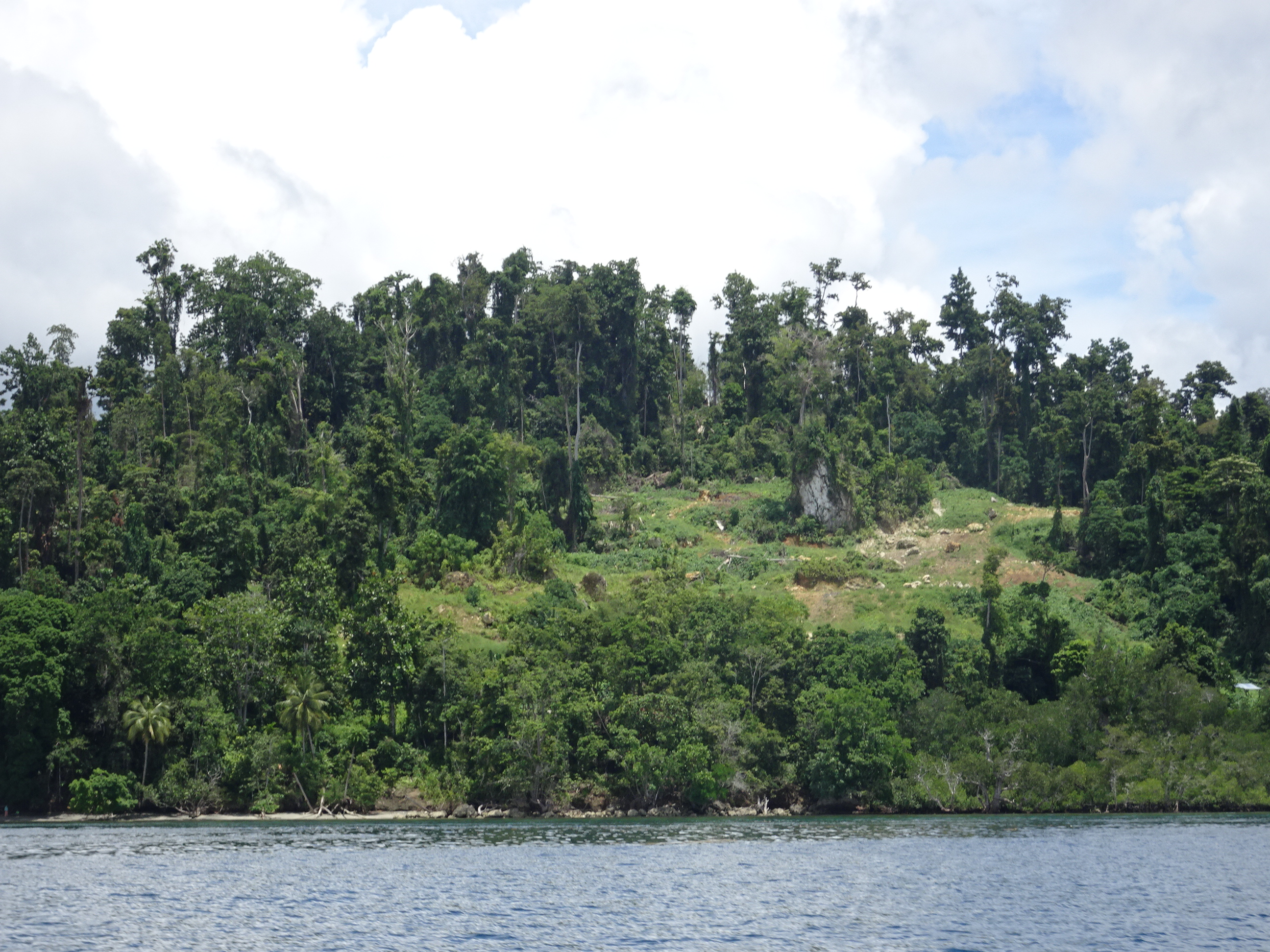
о. Вайгео

| Місце | Острів                       | Площа (км²) | Площа (кв. милі) | Країна/Країни |
| ----- | ---------------------------- | ----------- | ---------------- | --- |
| 119   | Кавіана                      | 5000        | 1930             | Бразилія (Пара) |
| 120   | Колгуєв                      | 4968        | 1918             | Росія (Ненецький автономний округ)                                                                                  |
| 121   | Гранде-де-Гурупа             | 4864        | 1878             | Бразилія (Пара) |
| 122   | Ісабела                      | 4711        | 1819             | Еквадор (Провінція Галапагос)                                                                                       |
| 123   | Північна Ютландія            | 4685        | 1809             | Данія (Північна Ютландія)                                                                                           |
| 124   | Ломбок                       | 4625        | 1786             | Індонезія |
| 125   | Західний Фолкленд            | 4531        | 1750             | Фолклендські Острови, Заморська територія Велика Британія (права на острів заявила Аргентина)                       |
| 126   | Біллітон                     | 4478        | 1729             | Індонезія (Банка-Белітунг)                                                                                          |
| 127   | Себу                         | 4468        | 1725             | Філіппіни |
| 128   | Аделейд                      | 4463        | 1723             | Немає, територіальні претензії Аргентина, Чилі та Велика Британія)                                                  |
| 129   | Стефансон                    | 4463        | 1723             | Канада (Нунавут) |
| 130   | Мадура                       | 4429        | 1710             | Індонезія |
| 131   | Бутон                        | 4408        | 1699             | Індонезія |
| 132   | Кенгуру                      | 4374        | 1689             | Австралія (Південна Австралія)                                                                                      |
| 133   | Адміралтейський              | 4362        | 1684             | США (Аляска) |
| 134   | Нунівак                      | 4209        | 1625             | США (Аляска) |
| 135   | Унімак                       | 4119        | 1590             | США (Аляска) |
| 136   | Осте                         | 4117        | 1590             | Чилі (Магальянес і Чилійська Антарктика)                                                                            |
| 137   | Спаатз                       | 4100        | 1583             | Немає, територіальні претензії Чилі та Велика Британія                                                              |
| 138   | Острів Баранова              | 4064        | 1569             | США (Аляска) |
| 139   | Еспіріту-Санто               | 3956        | 1527             | Вануату |
| 140   | Земля Мілна                  | 3913        | 1511             | Гренландія, автономна провінція Данія                                                                               |
| 141   | Малаїта                      | 3836        | 1481             | Соломонові Острови                                                                                                  |
| 142   | Сіберут                      | 3828        | 1478             | Індонезія (Західна Суматра)                                                                                         |
| 143   | Бохоль                       | 3821        | 1475             | Філіппіни |
| 144   | Південна Джорджія            | 3718        | 1450             | Південна Джорджія та Південні Сандвічеві Острови, заморськая територія, Велика Британія (також претендує Аргентина) |
| 145   | Острів Святої Інеси          | 3688        | 1424             | Чилі (Магальянес і Чилійська Антарктика)                                                                            |
| 146   | Мальорка                     | 3667        | 1416             | Іспанія (Балеарські острови)                                                                                        |
| 147   | Санта-Ісабель                | 3665        | 1415             | Соломонові Острови                                                                                                  |
| 148   | Евбея                        | 3655        | 1411             | Греція (Центральна Греція)                                                                                          |
| 149   | Лонг-Айленд                  | 3629        | 1401             | США (Нью-Йорк) |
| 150   | Сокотра                      | 3607        | 1393             | Ємен |
| 151   | Ветар                        | 3600        | 1390             | Індонезія (Малуку)                                                                                                  |
| 152   | Тупінамбаранас (пн. частина) | 3600        | 1390             | Бразилія (Амазонас)                                                                                                 |
| 153   | Трейл                        | 3542        | 1367             | Гренландія, автономна провінція Данія                                                                               |
| 154   | Ведмежий острів              | 3500        | 1351             | Немає, територіальні претензії Чилі, Велика Британія Аргентина                                                      |
| 155   | Андрос                       | 3439        | 1328             | Багамські Острови                                                                                                   |
| 156   | Вайгач                       | 3329        | 1306             | Росія (Архангельська область)                                                                                       |
| 157   | Масбате                      | 3268        | 1262             | Філіппіни |
| 158   | Ітуруп                       | 3238        | 1250             | Росія (Сахалінська область) (територіальні претензії Японія (Хоккайдо))                                             |
| 159   | Сан-Крістобаль               | 3190        | 1232             | Соломонові Острови                                                                                                  |
| 160   | Мансел                       | 3180        | 1228             | Канада (Нунавут) |
| 161   | Ямдена                       | 3100        | 1200             | Індонезія (Молуккські острови)                                                                                      |
| 162   | Вайгео                       | 3060        | 1180             | Індонезія (Західне Папуа)                                                                                           |
| 163   | Акіміски                     | 3001        | 1159             | Канада (Нунавут) |
| 164   | Готланд                      | 2994        | 1155             | Швеція |
| 165   | Фюн                          | 2985        | 1152             | Данія (Південна Данія)                                                                                              |
| 166   | Шуазель                      | 2971        | 1147             | Соломонові Острови                                                                                                  |
| 167   | Ревільягіхедо                | 2965        | 1145             | США (Аляска) |
| 168   | Таліабу                      | 2913        | 1120             | Індонезія (Північне Малуку)                                                                                         |
| 169   | Муна                         | 2889        | 1115             | Індонезія |
| 170   | Земля Георга                 | 2821        | 1089             | Росія (Архангельська область)                                                                                       |
| 171   | Острів Купреянова            | 2813        | 1086             | США (Аляска) |
| 172   | Борден                       | 2794        | 1079             | Канада |
| 173   | Північний Андаман            | 2781        | 1074             | Індія (Андаманські і Нікобарські острови)                                                                           |
| 174   | Манітулін                    | 2766        | 1068             | Канада (Онтаріо) |
| 175   | Уналашка                     | 2722        | 1051             | США (Аляска) |
| 176   | Сааремаа                     | 2672        | 1032             | Естонія (Сааремаа)                                                                                                  |
| 177   | Морсбі                       | 2608        | 1007             | Канада (Британська Колумбія)                                                                                        |
| 178   | о. Джеймса Росса             | 2598        | 1004             | Немає, територіальні претензії Чилі, Велика Британія Аргентина                                                      |
| 179   | Обіра                        | 2542        | 981              | Індонезія |
| 180   | Реюньйон                     | 2535        | 970              | Франція (Заморський департамент Франції)                                                                            |

## Острови площею від 1000 км² до 2500 км²
Список островів може бути не повним, проте переважна більшість островів у ньому присутні. Площа деяких островів в Антарктиці приблизна.
| Місце | Острів                             | Площа (км²) | Площа (кв. милі) | Країна/Країни                                                               |
| ----- | ---------------------------------- | ----------- | ---------------- | --------------------------------------------------------------------------- |
| 181   | Наваріно                           | 2473        | 955              | Чилі (Магальянес і Чилійська Антарктика)                                    |
| 182   | Парамушир                          | 2471        | 954              | Росія (Сахалінська область)                                                 |
| 183   | Острів Росса                       | 2460        | 950              | Немає, територіальні претензії Нова Зеландія                                |
| 184   | Імір                               | 2437        | 941              | Гренландія                                                                  |
| 185   | Антверпен                          | 2432        | 939              | Немає, територіальні претензії Аргентина, Чилі та Велика Британія)          |
| 186   | Корнволл                           | 2358        | 872              | Канада (Нунавут)                                                            |
| 187   | Пеленг                             | 2345        | 905              | Індонезія (Центральне Сулавесі)                                             |
| 188   | Ґрут-Айленд                        | 2285        | 882              | Австралія (Північна територія)                                              |
| 189   | Япен                               | 2278        | 880              | Індонезія (Папуа)                                                           |
| 190   | Моротай                            | 2266        | 875              | Індонезія (Північне Малуку)                                                 |
| 191   | Принсесс-Роял                      | 2251        | 869              | Канада (Британська Колумбія)                                                |
| 192   | Ісла-де-ла-Хувентуд                | 2237        | 864              | Куба                                                                        |
| 193   | Земля Вільчека                     | 2203        | 851              | Росія (Архангельська область)                                               |
| 194   | Хінньойя                           | 2198        | 849              | Норвегія (Нурланн і Трумс)                                                  |
| 195   | Нельсон                            | 2183        | 843              | США (Аляска)                                                                |
| 196   | Льюїс і Харріс                     | 2179        | 841              | Велика Британія (Шотландія)                                                 |
| 197   | Річард                             | 2165        | 836              | Канада (Північно-західні території)                                         |
| 198   | Транган                            | 2149        | 830              | Індонезія (Малуку)                                                          |
| 199   | Алор                               | 2120        | 819              | Індонезія (Східні Малі Зондські острови)                                    |
| 200   | Маргарита                          | 2100        | 811              | Колумбія (Колумбія)                                                         |
| 201   | Лаут                               | 2062        | 794              | Індонезія (Південний Калімантан)                                            |
| 202   | Малекула                           | 2041        | 788              | Вануату (Вануату}                                                           |
| 203   | Нова Джорджія                      | 2037        | 786              | Соломонові Острови (Соломонові острови)                                     |
| 204   | Місул                              | 2034        | 785              | Індонезія (Західне Папуа)                                                   |
| 205   | Тенерифе                           | 2034        | 785              | Іспанія (Канарські острови)                                                 |
| 206   | Магдалена                          | 2025        | 782              | Чилі (Айсен)                                                                |
| 207   | Рене-Левасьор                      | 2020        | 780              | Канада, (Квебек)                                                            |
| 208   | Біоко                              | 2017        | 779              | Екваторіальна Гвінея                                                        |
| 209   | Айон                               | 2000        | 772              | Росія (Чукотський автономний округ)                                         |
| 210   | Карагінський                       | 2000        | 772              | Росія (Коряцький автономний округ)                                          |
| 211   | Кую                                | 1962        | 758              | США (Аляска)                                                                |
| 212   | Манус                              | 1940        | 749              | Папуа Нова Гвінея                                                           |
| 213   | Біяк                               | 1904        | 735              | Індонезія (Папуа)                                                           |
| 214   | Бакан                              | 1900        | 734              | Індонезія (Північне Малуку)                                                 |
| 215   | Мауї                               | 1888        | 729              | США (Гавайські острови)                                                     |
| 216   | Житній острів                      | 1886        | 728              | Словаччина                                                                  |
| 217   | Бінтан                             | 1866        | 720              | Індонезія                                                                   |
| 218   | Маврикій                           | 1836        | 709              | Маврикій                                                                    |
| 219   | Чеджу                              | 1826        | 705              | Південна Корея                                                              |
| 220   | Білий острів                       | 1810        | 699              | Росія (Ямало-Ненецький автономний округ)                                    |
| 221   | Афогнак                            | 1809        | 698              | США (Аляска)                                                                |
| 222   | Умнак                              | 1793        | 692              | США (Аляска)                                                                |
| 223   | Великий Шантар                     | 1766        | 682              | Росія (Хабаровський край)                                                   |
| 224   | Великий Бегічів острів             | 1764        | 681              | Росія (Республіка Саха)                                                     |
| 225   | Симьолуе                           | 1754        | 677              | Індонезія (Ачех)                                                            |
| 226   | Стюарт                             | 1746        | 674              | Нова Зеландія                                                               |
| 227   | Кобрур                             | 1723        | 665              | Індонезія (Малуку)                                                          |
| 228   | Острів Військово-морських сил      | 1720        | 664              | Канада (Нунавут)                                                            |
| 229   | Натуна Безар                       | 1720        | 664              | Індонезія (Острови Ріау)                                                    |
| 230   | Острів Географічного товариства    | 1717        | 663              | Гренландія                                                                  |
| 231   | Саваї                              | 1708        | 659              | Самоа                                                                       |
| 232   | Батерст                            | 1693        | 654              | Австралія (Північна територія)                                              |
| 233   | Острів Беринга                     | 1660        | 641              | Росія (Камчатський край)                                                    |
| 234   | Фуертевентура                      | 1660        | 641              | Іспанія (Канарські острови)                                                 |
| 235   | Занзібар                           | 1658        | 640              | Танзанія                                                                    |
| 236   | Скай                               | 1656        | 639              | Велика Британія (Шотландія)                                                 |
| 237   | Фрейзер                            | 1653        | 638              | Австралія (Квінсленд) (найбільший піщаний острів у світі)                   |
| 238   | Саісало                            | 1635        | 631              | Фінляндія                                                                   |
| 239   | Лесбос                             | 1630        | 629              | Греція (Північні Егейські острови)                                          |
| 240   | Салаваті                           | 1623        | 627              | Індонезія (Західне Папуа)                                                   |
| 241   | Кунашир                            | 1612        | 622              | Росія (Сахалінська область) (претензії на острів висуває Японія (Хоккайдо)) |
| 242   | Джоінвіль                          | 1607        | 620              | Немає, територіальні претензії Аргентина, Чилі та Велика Британія)          |
| 243   | Танабесар                          | 1604        | 619              | Індонезія (Малуку)                                                          |
| 244   | Оаху                               | 1600        | 618              | США (Гаваї)                                                                 |
| 245   | Рентау                             | 1597        | 617              | Індонезія (Ріау)                                                            |
| 246   | Сенья                              | 1590        | 614              | Норвегія (Трумс)                                                            |
| 247   | Флахерті                           | 1585        | 612              | Канада (Нунавут)                                                            |
| 248   | Гран-Канарія                       | 1560        | 602              | Іспанія (Канарські острови)                                                 |
| 249   | Грєем-Белл                         | 1557        | 601              | Росія (Архангельська область)                                               |
| 250   | Інагуа                             | 1544        | 596              | Багамські Острови                                                           |
| 251   | Енглінтон                          | 1541        | 594              | Канада (Північно-західні території)                                         |
| 252   | Середній Андаман                   | 1536        | 593              | Індія (Андаманські і Нікобарські острови)                                   |
| 253   | Клеверінг                          | 1535        | 593              | Гренландія                                                                  |
| 254   | Піонер                             | 1527        | 590              | Росія (Красноярський край)                                                  |
| 255   | Карімун                            | 1524        | 588              | Індонезія (Ріау)                                                            |
| 256   | Катандуанес                        | 1523        | 588              | Філіппіни                                                                   |
| 257   | Чаркот                             | 1500        | 580              | Немає, територіальні претензії Чилі та Велика Британія)                     |
| 258   | Рупат                              | 1490        | 575              | Індонезія (Ріау)                                                            |
| 259   | Земля Нарез                        | 1466        | 566              | Гренландія                                                                  |
| 260   | Андрос                             | 1448        | 559              | Багамські Острови                                                           |
| 261   | Кауаї                              | 1446        | 558              | США (Гаваї)                                                                 |
| 262   | Бхола                              | 1441        | 556              | Бангладеш                                                                   |
| 263   | Фергюссон                          | 1437        | 555              | Папуа Нова Гвінея                                                           |
| 264   | Уруп                               | 1436        | 554              | Росія (Сахалінська область)                                                 |
| 265   | Сан-Луїс                           | 1410        | 544              | Бразилія (Мараньян)                                                         |
| 266   | Родос                              | 1398        | 540              | Греція (Південні Егейські острови)                                          |
| 267   | Кінг-Джордж (Ватерлоо)             | 1384        | 534              | Немає, територіальні претензії Аргентина, Чилі та Велика Британія)          |
| 268   | Грехем                             | 1378        | 532              | Канада (Нунавут)                                                            |
| 269   | Пітт                               | 1375        | 531              | Канада (Британська Колумбія)                                                |
| 270   | Ноттінгем                          | 1372        | 530              | Канада (Нунавут)                                                            |
| 271   | Фліндерс                           | 1359        | 525              | Австралія (Тасманія)                                                        |
| 272   | Desolación Island                  | 1352        | 522              | Чилі (Магальянес і Чилійська Антарктика)                                    |
| 273   | Рамрі                              | 1350        | 521              | М'янма                                                                      |
| 274   | Еланд                              | 1347        | 520              | Швеція (Кальмар)                                                            |
| 275   | Кешм                               | 1336        | 516              | Іран                                                                        |
| 276   | Лохід                              | 1308        | 505              | Канада (Нунавут)                                                            |
| 277   | Досон                              | 1290        | 498              | Чилі (Магальянес і Чилійська Антарктика)                                    |
| 278   | Острів Баренца                     | 1288        | 497              | Норвегія (Шпіцберген)                                                       |
| 279   | Лембата                            | 1270        | 490              | Індонезія (Східні Малі Зондські острови)                                    |
| 280   | Басілан                            | 1266        | 489              | Філіппіни (Мусульманський Мінданао та Замбоанга)                            |
| 281   | Шаннон                             | 1258        | 486              | Гренландія, складова країни Данія                                           |
| 282   | Майл                               | 1258        | 486              | Немає (територіальні претензії Австралія)                                   |
| 283   | Морфіл                             | 1250        | 483              | Сенегал                                                                     |
| 284   | Лолланн                            | 1243        | 480              | Данія (Зеландія)                                                            |
| 285   | Манголе                            | 1228        | 474              | Індонезія (Північне Малуку)                                                 |
| 286   | Новий Ганновер                     | 1227        | 474              | Папуа Нова Гвінея (Нова Ірландія)                                           |
| 287   | Роті                               | 1226        | 473              | Індонезія (Східна Південно-Східна Нуса)                                     |
| 288   | Південний Андаман                  | 1211        | 468              | Індія (Андаманські острови)                                                 |
| 289   | Острів Окінава                     | 1206        | 466              | Японія (Острови Рюкю)                                                       |
| 290   | Тібурон                            | 1200        | 464              | Мексика (Сонора)                                                            |
| 291   | Оленячий                           | 1197        | 463              | Росія (Ямало-Ненецький АО)                                                  |
| 292   | Кампана                            | 1188        | 459              | Чилі (Регіон Магальянес)                                                    |
| 293   | Арасена                            | 1164        | 451              | Чилі (XII Регіон Магальянес і Чилійська Антарктика)                         |
| 294   | Шерман                             | 1159        | 448              | Немає (острів Антарктиди без територіальних претензій)                      |
| 295   | Великий Комор                      | 1158        | 447              | Коморські Острови                                                           |
| 296   | Byam Martin Island                 | 1150        | 444              | Канада (Нунавут)                                                            |
| 297   | Great Abaco                        | 1146        | 442              | Багамські Острови                                                           |
| 298   | Ліфу                               | 1146        | 442              | Нова Каледонія, Франція                                                     |
| 299   | Wales Island                       | 1137        | 439              | Канада (Нунавут)                                                            |
| 300   | Île Vanier                         | 1126        | 435              | Канада (Нунавут)                                                            |
| 301   | Upolu                              | 1125        | 434              | Самоа                                                                       |
| 302   | Clarence Island                    | 1111        | 428              | Чилі (Магальянес і Чилійська Антарктика)                                    |
| 303   | Padang                             | 1109        | 428              | Індонезія (Riau)                                                            |
| 304   | Мартиніка                          | 1101        | 425              | Франція                                                                     |
| 305   | Grand Bahama                       | 1096        | 423              | Багамські Острови                                                           |
| 306   | Alexandra Land (Zemlya Aleksandry) | 1095        | 423              | Росія (Arkhangelsk Oblast)                                                  |
| 307   | King Island                        | 1091        | 421              | Австралія (Тасманія)                                                        |
| 308   | Rowley Island                      | 1090        | 421              | Канада (Нунавут)                                                            |
| 309   | Hecla Island                       | 1084        | 419              | Канада (Manitoba)                                                           |
| 310   | Meighen Island                     | 1074        | 415              | Канада (Нунавут)                                                            |
| 311   | Isla Margarita                     | 1072        | 414              | Венесуела                                                                   |
| 312   | Sääminginsalo                      | 1069        | 413              | Фінляндія (Southern Savonia), largest true island of Finland                |
| 313   | Серрано                            | 1063        | 411              | Чилі (Айсен)                                                                |
| 314   | Атка                               | 1061        | 410              | США (Аляска)                                                                |
| 315   | Cameron Island                     | 1059        | 409              | Канада (Нунавут)                                                            |
| 316   | Banks Island                       | 1054        | 407              | Канада (Британська Колумбія)                                                |
| 317   | Gallya (Hall Island)               | 1049        | 405              | Росія (Архангельська область)                                               |
| 318   | Великий Нікобар                    | 1045        | 403              | Індія (Андаманські і Нікобарські острови)                                   |
| 319   | Madre de Dios Island               | 1043        | 402              | Чилі (Магальянес і Чилійська Антарктика)                                    |
| 320   | Таїті                              | 1042        | 402              | Французька Полінезія, Франція                                               |
| 321   | Чунмін                             | 1041        | 402              | КНР (Шанхай)                                                                |
| 322   | Normanby Island                    | 1040        | 401              | Папуа Нова Гвінея                                                           |
| 323   | Резолюшен                          | 1015        | 392              | Канада (Нунавут)                                                            |
| 324   | Vansittart Island                  | 1010        | 394              | Канада (Нунавут)                                                            |
| 325   | Морнінгтон                         | 1002        | 387              | Австралія (Квінсленд)                                                       |
| 326   | Smyley Island                      | 1000        | 385              | Немає (територіальні претензії Чилі та Велика Британія)                     |